# سلا
سَلَا (باللغات الأمازيغية: ⵙⵍⴰ) مدينةٌ مغربية عريقة، عاصمة عِمالة سَلَا الواقعة بغربيّ البلاد. تقع المدينة على الضفة الشمالية لنهر أبي رقراق، على اليمين من مصبه في المحيط الأطلسي، قُربَ العاصمة المغربية الرِبَاط. وتنطق بتسكين السين وفتح اللام.
سميت قديمًا باسم شالة. وشهِدت المدينة عنفوانها وازدهارها في حقبة الموحدين والمرينيين. عرفت المدينة تطورًا حضاريًا عكسته منجزاتٌ يتصدرها المسجد الأعظم الذي أنشأه يعقوب المنصور الموحدي سنة 1196 م ويعد عهد المرينيين، (القرن الرابع عشر الميلادي) مدة ازدهار عُمراني وحضاري لا نظير له.
تعد مدينة سلا طَوَال التاريخ الإسلامي نقطة عبور مهمة بين مدن وعواصم إسلامية حكمت المغرب، مثل فاس ومَرَّاكُش. وبفضل وجود ميناء على سواحل المدينة الذي غدا مركزا للتبادل التجاري بين المغرب وأوروبا وأدى بدوره إلى استقرار واستمرار النشاط التجاري والصناعي إلى حدود القرن التاسع عشر الميلادي.
خلال العهد السعدي (القرن السابع عشر الميلادي) تلاحقت هجرة الأندلسيين من شبه الجزيرة الإيبيرية وأسسوا كيانا مستقلا عن السلطة المركزية بسلا عرف باسم جمهورية أبي رقراق، وكثفوا نشاطهم البحري الشيء الذي أعطى نفسا جديدا للمدينة أهلها لمنافسة جارتها مدينة الرباط اقتصاديا، وتعد هذه الفترة من تاريخ مدينة سلا فترة الأوج والازدهار. في غضون القرن التاسع عشر الميلادي تضررت أمور المدينة إذ عرفت نوعا من الركود والانعزال بسبب تراجع نشاطها التجاري فأبدت اهتمامها بالجوانب الدينية والثقافية حتى فترة الحماية الفرنسية، أصبح معه مصير المدينة ونظامها مرتبطين بالأحداث التاريخية التي مضت.

## التسمية
يقول العلامة محمد بن علي الدكالي في كتابه « الإتحاف الوجيز: تاريخ العدوتين » إن سلا قد عرفت بهذا الاسم منذ عصور. وذكر المؤرخ أحمد بن خالد الناصري في « الاستقصا » أن اسم المدينة مذكور في تواريخ الروم بهذا الاسم. وكتبت في بعض كتب التاريخ العربي هكذا: سلى.
ونقل العلامة أبو العباس بن عاشر الحافي عن شيخه أحمد التستاوتي ما يفيد أنها سميت باسم بانيها وهو ملك اسمه (سلا) من ملوك العالم الأقدمين.
أما أبو عبيد البكري في كتابه « المسالك والممالك » عند تعرضه لذكر وادي سلا، حيث يقول: وهناك مدينة أولية آثارها قديمة تسمى: شلة. وقال في حقها صاحب كتاب (الاستبصار) « مدينة سلا اسمها بالعجمي (شلة) وهي مدينة أزلية فيها آثار للأوائل، وهي معروفة بضفة، متصلة بالعمارة التي أحدثها الخليفة أمير المؤمنين وآباؤه المكرمون (يعني الموحدين) ».
وقد سمى ابن حوقل نهر أبي رقراق بوادي سلا، والإدريسي بالنزهة المختصرة، والمراكشي بوادي الرمان، وابن عذاري ببحر سلا، ومنذ القرن العاشر الهجري تمخضت التسمية الحالية عند الحسن الوزان المعروف بليون الإفريقي.

## التاريخ

### العصور القديمة

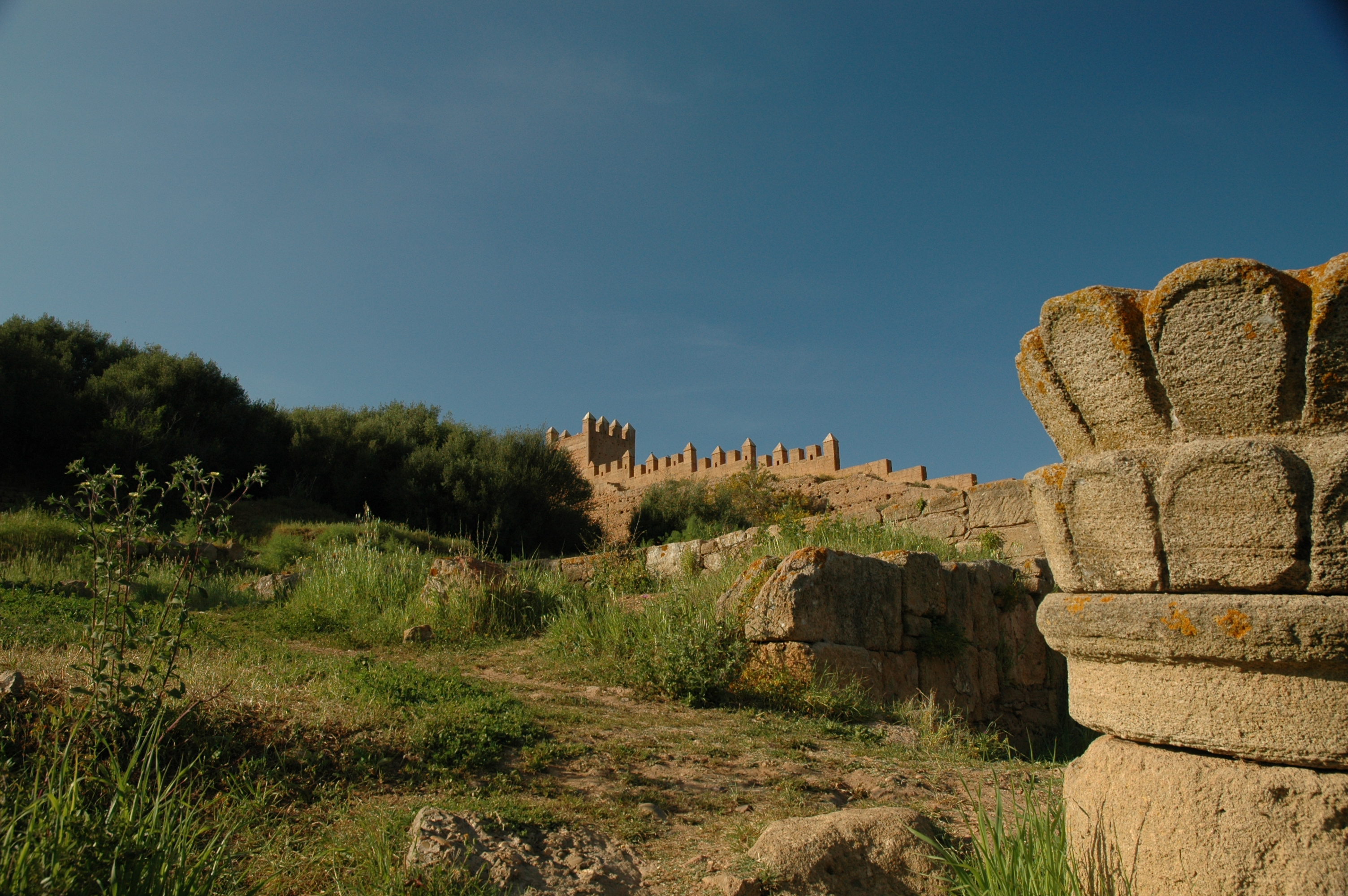
جزء من داخل موقع شالة الأثري

تدل الحفريات الأثرية التي اقيمت في الخمسينات والستينات من القرن التاسع عشر إلى قدم استيطان الإنسان بهذه المنطقة منذ العصر الحجري القديم والعصر الحجري الحديث بفضل اكتشاف الهياكل العظمية وآثار حضارات ما قبل التاريخ. وبحسب المؤرخ وعالم الآثار محمد السمّار فإن الوجود الأول للإنسان بالمنطقة يعود إلى 160 ألف سنة، بحسب البقايا التي تم اكتشافها في كهوف دار السلطان وهرهورة.
عرفت مدينة سلا أولا كقرية أمازيغية صغيرة يرجع بنائها إلى حوالي 1500 ق.م ، وكانت مأهولة بشعب الجيتول قبل أن يصل الفينيقيون إليها في القرن السادس قبل الميلاد كتجار ليجعلوها مركزا تجاريا لهم وينشأوا بها متجرا ضخما عرف في عهدهم باسم سيلفس (silves).
في عهد مملكة موريطنية، ازدهرت مدينة سلا خصوصا بعد أن جعلها الملك باكا عاصمة له واكتسبت مكانة هامة بالعالم القديم. وفي عهد الملكين يوبا التاني وبطليموس الموري شيدت بنايات عمومية واستطاعت المدينة أن تحصل على استقلال ذاتي وتسك نقودا تحمل اسمها.
و في القرن الأول ميلادي، أقام الرومان « مستوطنة سلا » (بالإنجليزية: Sala Colonia) بعد اغتيال الملك بطليموس الموريطني من طرف الإمبراطور الروماني كاليغولا. فأصبحت سلا بعدها مرفأ رومانيا مزدهرا خصوصا بعد إنشاء الساحة العمومية (الفوروم) والمعبد الرئيسي (الكابيتول) والحمامات، وفي القرن التاني اضطر الرومان لبناء حائط محصن بخندق وأبراج للمراقبة كما أحيطت المدينة سنة 144م بسور كبير من طرف ماركوس سيليبيسيوس لصد هجمات القبائل المورية الثائرة وخاصة قبائل الأطولول.
بلغت شالة أوج عظمتها في أوائل القرن الثالث الميلادي، إذ كانت المرسى الوحيدة للمراكب الشراعية الرومانية التي تمد الرومان بسائر محصولاتها الزراعية وتستجلب منها أنواع المتاع وضروب المصنوعات الرومانية.
في القرن الخامس ميلادي أصبحت مدينة شالة تابعة للأمبراطورية الرومانية الغربية، ولم ينتهي هذا العقد حتى انفصل المور عن الرومان وأسسوا إمارات ودويلات مستقلة عن الوندال والبيزنطيين ، وعرفوا فيما بعد بمقاومتهم الفعالة أثناء الفتح الأسلامي للمغرب.

### العصور الوسطى
بعد عقود قليلة من الفتح الأسلامي ، عرفت المنطقة ثورة البربر التي أنهت التواجد الأموي بالمغرب  ، فأصبحت البلاد منقسمة إلى عدد من الدويلات الأمازيغية الأسلامية، وقد كان الصراع على مدينة شالة كبيرا بين البرغواطيين والأدراسة والمكناسيين وغيرهم، قبل أن يستولي عليها أخيرا بنو يفرن الذين أسسوا المدينة الحالية بالضفة الشمالية لواد بورقراق، وقد قام أميرهم تميم بن زيري ببناء المسجد الاعظم بالمدينة سنة 1029م.
في سنة 1073م أرسل يوسف ابن تاشفين قائده الكبير أبو محمد مزدلى بن سلكان في جيش كبير لمدينة سلا فقام بفتحها وضمها لدولة المرابطين. لقد عرفت المدينة بقسميها خرابا كبيرا بعد هذا الصراع الكبير بين الدول والإمارات لضم المدينة فقلت مكانتها في عهد المرابطين.
وصل الموحدون للحكم، فخاض عبد المومن بن علي الموحدي معارك طاحنة من أجل توحيد شمال أفريقيا والأندلس. وكانت مدينة سلا من أهم الحصون التي فتحها سنة 540 هـ (1145 م)، وذلك بعد حصار وامتناع من أهلها، وقد روى ابن عذاري المراكشي قصة هذا الفتح فقال:
| سلا                                                                               | كان فتحها على يد رجل يسمى يبورك وابنيه محمد وعلي، وذلك أنهم أرسلوا إلى الموحدين فوصلوهم ليلاً وصنعوا السلاليم فصعدوا بها على السور، وقتلوا كل من وجدوه على السور، ودخلوا سلا، ووجدوا فيها أناساً، وهرب آخرون في حلق الوادي فرجع عليهم فغرقوا، فعيَّد فيها عبد المومن عيد الأضحى، وولى عليها عبد الواحد الشرقي، وأقامت سلا على طاعة الموحدين إلى أن ظهر الماسي المعروف بابن هود ببلاد السوس فقتل أهل سلا عاملهم وقدموا والده هوداً فبقي بها إلى أن قتل ابنه، ودخلت البلاد، وعادت إلى طاعة الموحدين إلى انقضاء دولتهم | سلا |
| — البيان المغرب في أخبار الأندلس والمغرب، ابن عذاري المراكشي (ت نحو ٦٩٥هـ) (3/20) | |     |

فـأمر الخليفة عبد المؤمن بن علي مباشرة بهدم السور الجنوبي للمدينة حتى تسهل مراقبتها ، تم وطن بها عددا من العائلات الأمازيغية القادمة من أفريقية (تونس حاليا) فأنشؤوا بها البساتين وعلموا أهلها طرق الري والغرس فعادت المدينة إلى ما كانت عليه من مكانة.
اهتم الخليفة عبد المومن بالبحرية، لما لهذا الجانب من أهمية في الإستراتيجية الحربية، فعني بإنشاء الأساطيل حتى بلغ عددها أربعمائة قطعة، ويقرر ابن خلدون بأن أساطيل المسلمين وصلت في عهد هذا الأمير إلى ما لم تصل إليه من قبل ولا من بعد من ناحية العدد، ولا من ناحية جودة الصناعة وإتقان الحيل الهندسية والعلم بشؤون البحر.
وفي هذا العهد كانت المدن الواقعة على البحر في المغرب والأندلس والشمال الإفريقي تعج بالحركة والنشاط وكمثال على ذلك ما أورده المؤرخ أحمد بن خالد الناصري في الاستقصا، ويخص ترسانة مدينة سلا، وهي دار الصناعة التي كانت تصنع بها الأساطيل البحرية، يجلب إليها العود من غابة المعمورة القريبة منها، فتصنع هناك ثم ترسل في الوادي، وكان ذلك من الأمر المهم في دولة الموحدين.
خلف بنو مرين الموحدين في الربوع الإفريقية، وخضعت العدوتان (سلا والرباط) لأبي يحيى بن عبد الحق المريني سنة 647 هـ (1250 م)، ولكن حظ سلا كان أحسن حيث أقبل المرينيون على توسيعها وتجميلها حتى صارت شيئا فشيئا مركزاً نشيطاً للتجارة والأعمال. ويشير مارمول في هذا الصدد:
| سلا | أن مدينة سلا منذ القرن الثالث عشر كانت الميناء الأكثر غنىً ويسراً لمملكة فاس. فتجار مدن: بِيزَا وجِنْوة والبندقية كانوا يشترون من مدينة سلا الصوف والجلود والثياب والزرابي والعاج والشمع وعسل مكناس وبالمقابل يبيعون القماش والأشياء المصنوعة | سلا |
| — X | |     |

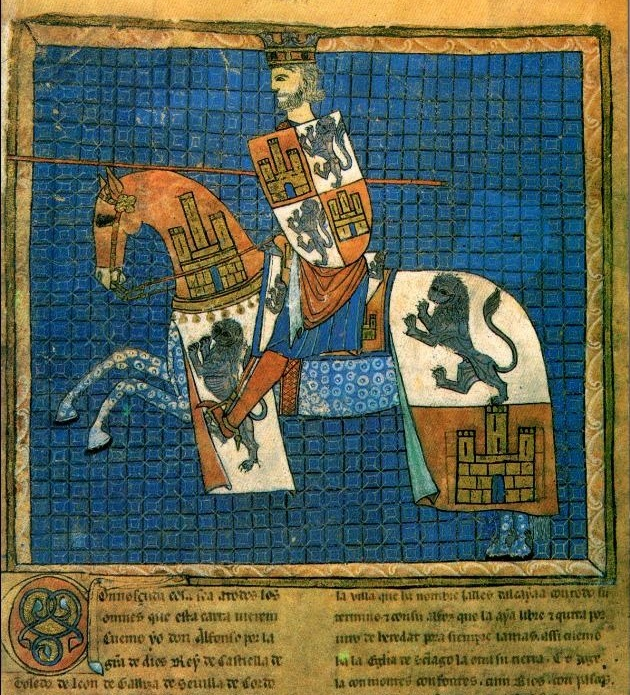
ألفونسو العاشر

ولم يخل هذا الازدهار من إثارة الأطماع نحو المدينة فقد تنازع المرينيون والمسيحيون للاستيلاء عليها. ففي سنة 659 هـ (1260 م) بعث ملك قشتالة ألفونسو الحكيم سرية استولت على مدينة سلا في بحبوحة عيد الفطر فقتلت الرجال وسبت النساء والأطفال. فكانت أول مدينة مغربية تتعرض لهجوم الأوربيين، وهب السلطان أبو يوسف من تازة لفك الحصار الذي استمر أربعة عشر يوما تحصن خلالها والي العدوتين يعقوب بن عبد الله في (رباط الفتح) فجلا الإسبان بعد أن نقلوا معهم أسراهم من السلاويين.
استولى السلطان أبو يوسف على المدينة فقام بسد الثغرة المفتوحة في السور الغربي والتي سمحت بالدخول إلى ساحة المدينة، وبنى بعد ذلك ورشة سفن حربية وكان مدخلها هو الباب الأثري المفتوح في الواجهة الشرقية للمدينة المسمى باب لمريسة والذي يعرف اليوم بباب الملاح.
وفي سنة 1279 م، أعطى أبو يعقوب بن أبي يوسف أوامره بقصد الإغارة على الجزيرة الخضراء، بتجهيز سفن سلا والمدن الشاطئية الأخرى وجمعها في سبتة وطنجة وسلا، وأنه في سنة 1285 م كانت مساهمة سلا وحدها في الأسطول تتمثل في ست وثلاثين سفينة حربية تحت أوامر أبي يعقوب.
عاش الشاعر الأندلسي لسان الدين بن الخطيب في عهد أبو الحسن علي بن عثمان خلال منفاه بين 1360 م و1363 م، بمدينة سلا وسكن درب الشماخ بالمدينة القديمة،[بحاجة لمصدر] وذكرها في مقامة البلدان:«وهي ـ على الجملة ـ من غيرها أوفق، ومغارمها ـ لا حترام الملوك الكرام ـ أرفق، ويتأتي بها ـ للعباد ـ الخلوة، وتوجد عندها ـ للهموم ـ السلوة».
و لما قدم على هذه العدوة من بلاد الأندلس مع سلطانه معزولين وطاف بلاد المغرب ورأى مدنه وأمصاره لم يقع اختياره في السكنى إلا على مدينة سلا، فطلب الإذن من السلطان المريني، وقال:
| سلا                    | ثم أسعف قسدي في تهيء الخلوة بمدينة سلا منوه الصكوك مهنأ القرار، متفقدا باللها والخلع مخول العقار، موفور الحاشية مخلى للبني وبين إصلاح معادي | سلا |
| — لسان الدين بن الخطيب | |     |

فقد وفدت على سلا مجموعات سكنية هامة من سبتة وتطوان وتلمسان ووهران وبجاية وقسنطينة وطرابلس وحتى من سوريا وتركيا. كما أن عناصر أوربية أخرى استوطنت سلا وأغنت تراتها وتعدديتها. ويذكر الباحث الإنجليزي كنيت براون أن أغلب السكان النصارى واليهود والمجوس الذين جاؤوا إلى حاضرة سلا اعتنقوا الإسلام ويذكر المؤرخ محمد بن علي الدكالي أن اليهود الذين هاجروا من إسبانيا سنة 898 هـ (1492 م) جلبوا معهم جملة من مظاهر الرقي الأندلسي إلى سلا. والجدير بالذكر أن ما يقرب من 400 أرملة يهودية استقر بهن الحال بسلا إثر طردهن من البرتغال عند نهاية القرن السادس عشر الميلادي وكن يمتهنّ طرز « الصقلي » وكن يعلمن نساء المدينة مسلمات ويهوديات. ويضيف المؤرخ بن علي الدكالي أن اليهود عاشوا في رخاء كبير من القرن الثالث الميلادي إلى القرن الثامن عشر الميلادي بحكم احتكارهم للتجارة والمعاملات المصرفية وقيامهم بمهام مخزنية هامة مثل السفارة لدى أمم أوروبا، فقد حضوا بثقة السلاطين وأبرزهم موشي بن العطار المنتمي لعائلة سلاوية معروفة بالتجارة وقد شغل وظيفة المصرفي العام لدى السلطان مولاي إسماعيل بن علي الشريف في بداية القرن الثامن عشر الميلادي ووقع معاهدة 1721 م مع الإنجليز باسم السلطان وكان في نفس الوقت نقيب اليهود المغاربة.

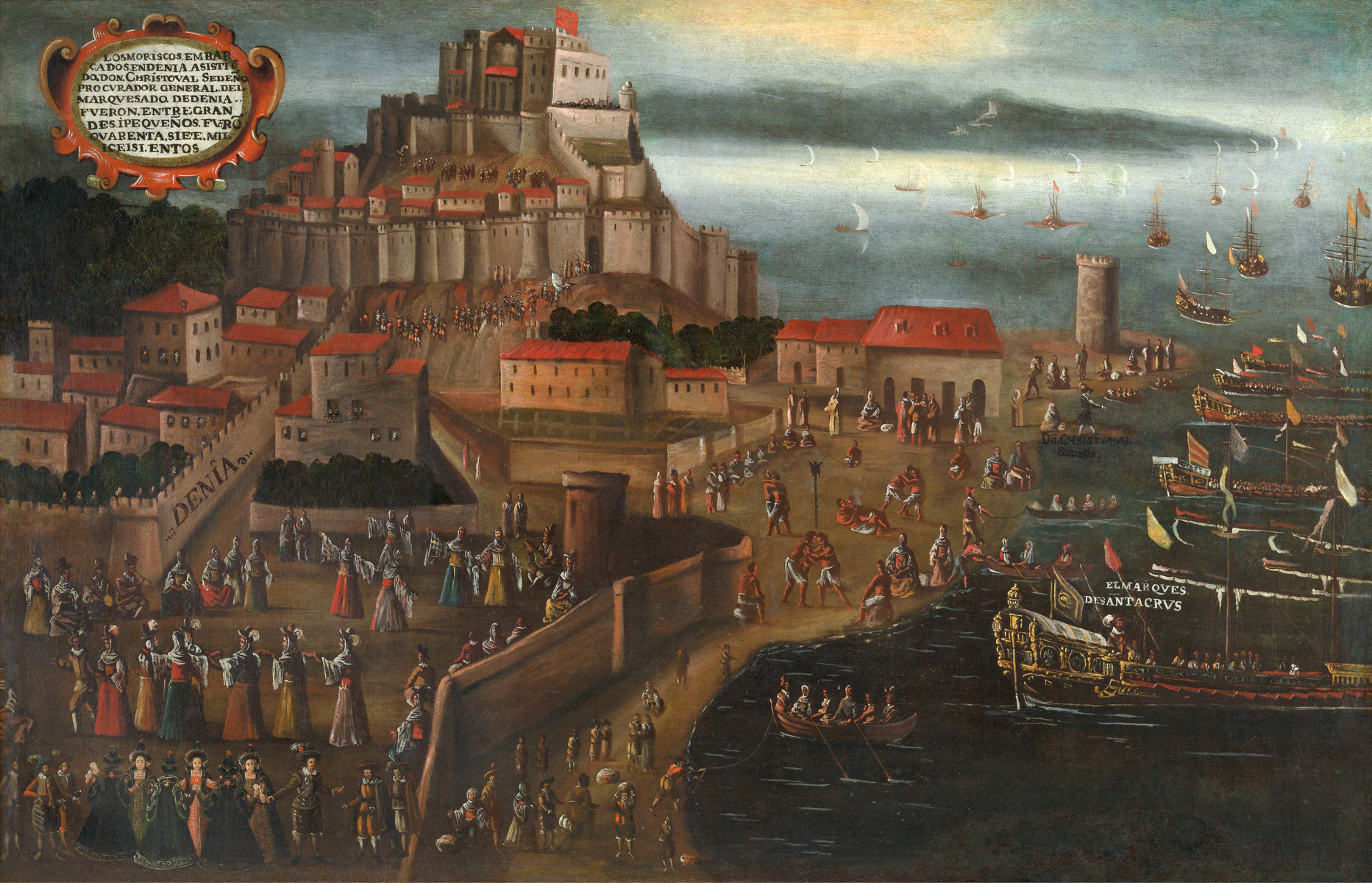
طرد المسلمين من ميناء دينايا

منذ دخلت مملكة غرناطة تحت الحكم الإسباني سنة 898 هـ (1492 م) انتهى الوجود العربي في الأندلس، وبدأت مطاردة المسلمين قتلاً وتشريداً، وتنصيراً، وكان الاضطهاد الكنسي موازياً لجميع الحملات المتربصة بهم في كل مكان، ففر من فر وهاجر من هاجر، وتقاطر الموريسكيون على الشمال الإفريقي، وخصوصاً النواحي الشمالية من المغرب وتونس، وقد تعرض كثير منهم للنهب وسبي بناتهم من طرف الأعراب، قبل أن يتمكنوا من الاستقرار نهائياً بالمراكز التي اختاروها. وكان من الموريسكيين الذي استقروا بمدينة سلا من أصل « الهورناتشوس » من منطقة إكستريمادورا، وقد كون هؤلاء عشيرة ذات امتيازات خاصة بإسبانيا حيث كان لهم حق حمل السلاح باعتراف من الملك فيليب الثاني مقابل أداء ثلاثين ألف دوقة. وبما أنهم محاربون ومهرة في استعمال الأسلحة النارية، فقد حملوا معهم إلى مقامهم الجديد غريزتهم في السيطرة وحب الاستقلال، ولذلك كان عليهم أن يلعبوا الدور الرئيسي في المدينة التي تبنوها، فقاموا بترميم الأسوار وتعزيز الأبراج وفتح منافذ لبطاريات المدافع في القصبة التي نقل السلطان زيدان الناصر بن أحمد السعدي إليها مختلف أفواج الموريسكيين المنبتة في بعض أقاليم المغرب، محاولاً تقوية مركزها الاقتصادي بالتنازل لها عن رسوم (ديوانة الميناء)؛ وبدأوا يباشرون القرصنة في المحيط الأطلسي، ويقدمون عشر مواردهم إلى السلطان زيدان الناصر بن أحمد الذي اعترف لهم بهذه الطريقة، ولكن عدم مساعدتهم له عسكريا، جعلته يلجأ إلى تسليط أبي عبد الله العياشي عليهم.
إن ثروات الهورناتشوس وروح المقاومة لديهم، والحماس والثبات العنيد للأندلسيين والاستعمال الحصيف للمنشقين وتشغيل الأساري المسيحيين بدون رحمة لمساعدة الأهالي المغاربة في حمل السلاح، كل ذلك سمح لهؤلاء الذي جمعهم التاريخ تحت اسم السلاويين أن ينجزوا تنظيماً حقيقيا للقرصنة ما لبثت أن كانت نتائجه مدوية. وكانت الضحايا الأولى هي السفن الإسبانية وتلتها فيما بعد السفن المسيحية والتي سارت فريسة سهلة أمام قراصنة مدينة سلا الأشداء.
وبمرور الزمن اتضح وجود انقسامات عميقة بين السكان الأصليين في سلا والموريسكيين في الرباط، وكذلك بين الموريسكيين الواقعين تحت سيطرة « الهورناتشوس » في القصبة واللاجئين الآخرين الذين كان عددهم يتزايد يوماً عن يوم، وكانوا يتحملون على مضض سيطرة واستبداد مواطنيهم، ويتألمون من جراء إبعادهم عن الحكومة وبخاصة الإحباط الذي يشعرون به من حرمانهم من الأرباح التي تجنيها المدينة من مختلف الجبايات، وقد طالبوا بإلحاح بأخذ نصيبهم في الإدارة والاستفادة من مداخيل الجمرك، لكن الهورنتسوش رفضوا طلبهم.

### العصور الحديثة

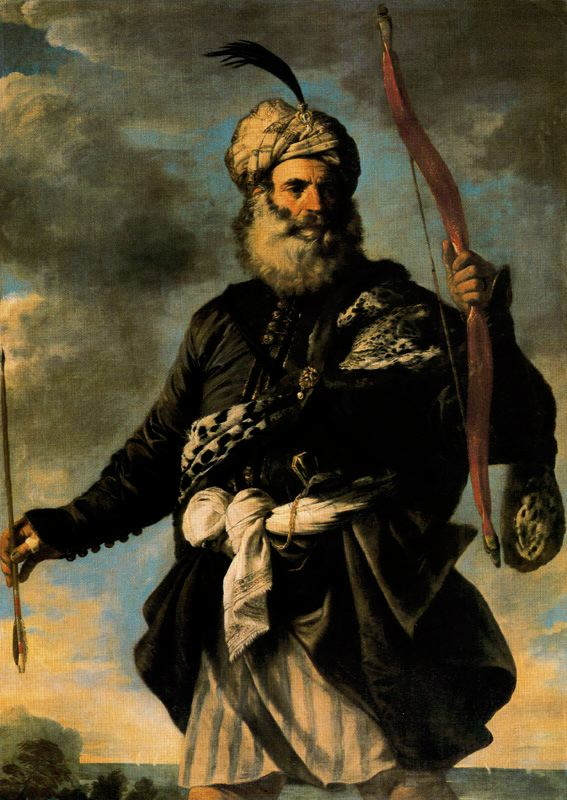
مراد رايس (الأصغر)، أول زعيم لجمهورية بورقراق السلاوية

وفي سنة 1629، أخذت شكواهم شكل حرب أهلية انتهت بعد أن توقف القنصل الإنجليزي جون هارسون في التوسط بينهم بمساعدة رئيس جماعة دينية محلية. وقد أدت هذه الحرب إلى انخفاض في نشاط القراصنة بسلا.
وهكذا عرفت مدينة سلا أحداثا سياسية خطيرة خلال العصر السعدي الثاني، فقامت فيها إمارة المجاهد العياشي تلميذ الولي عبد الله بن حسون أحد صلحاء سلا، الذي كاد يستولي على المغرب كله، وقويت في مرافئها حركة سفن الجهاد، الأمر الذي أدى إلى قيام جمهورية بورقراق وسيطرة الدلائيين عليها جميعاً في الأخير. ويمكن أن نتصور – كما يقول العلامة محمد حجي – مدى الثراء الضخم في هذه المنطقة إذا عرفنا أن المجاهدين البحريين أو القراصنة السلويين كما يسميهم الأوربيون، غنموا في ظرف عامين فقط أربعين سفينة، واستولوا فيما بين 1618 – 1626 على ستة آلاف أسير من الإفرنج، وخمسة عشر مليون ليبرة. غير أن هذا الازدهار الاقتصادي الهائل لم يواكبه ازدهار علمي مناسب، وربما كان من أهم الأسباب تلك الاضطرابات والمشاكل الداخلية التي كان المغرب يتخبط فيها، وبخاصة احتلال الشواطئ الذي جعل السلويين ينصرفون إلى مقاومة العدو في المعمورة والجديدة فضلاً عن العمل في الجهاد البحري. وتجدر الإشارة إلى أن المؤلفات الأجنبية قدمت معلومات أوفر عن هذه الظاهرة غير أن ذلك لم يكن إلا ارتباطاً بالتاريخ السياسي والاقتصادي للدول الأوربية في علاقتها بالمغرب على المستوى التجاري والدبلوماسي، ومن منظور يتسم بالانحياز الشديد لطروحاتها المتأثرة بالانتماء الديني والسياسي ومعلوم أن الملوك العلويين تحكموا على العموم في حركة الجهاد البحري التي عرفت تراجعاً بطيئاً معهم، وأصبحت الميزة الأساسية لمصب أبي رقراق هي سيادة الهدوء في عهد السلطان إسماعيل الذي راقب مراقبة شديدة هذه المنطقة. وتتجلى مكانة سلا عند هذا الأخيـر بعد استرجاع مدينة المهدية من يـد الإسبان 1092 هـ (1681 م)، وقد شارك في هذا الفتح كثير من المجاهدين السلويين.

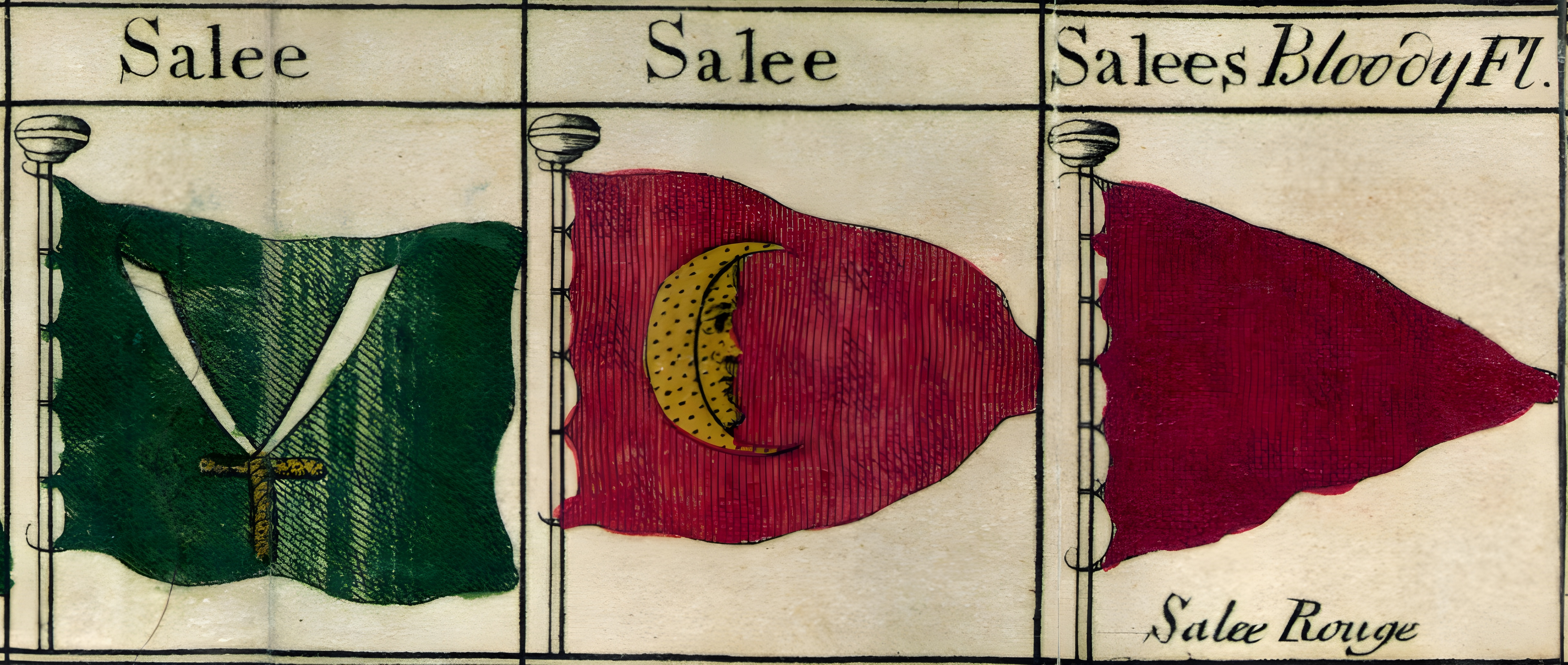
الأعلام البحرية السلوية

كانت الأساطيل القرصنية محط رعاية ملوك الدولة العلوية بمصب أبي رقراق (سلا والرباط) لأنها كانت تشكل حاجزاً دفاعياً ضد المغير الأوربي الذي بدأ يتعلل آنذاك بأبسط الأسباب للتدخل في المغرب، وكان هذا الأسطول يقض مضاجع الغربيين الذين انبثوا على الساحل، فالإنجليز في طنجة والبرتغاليون في البريجة (الجديدة) والإسبان في المعمورة (المهدية) وأصيلا والعرائش. بينما طفق الفرنسيون يمخرون بسفنهم الحربية على طول المراسي المغربية بين الريف ومصب الملوية عباب البحر الأبيض المتوسط حيث حصن السلطان مولاي رشيد مرسى الحسيمة ونكّور.

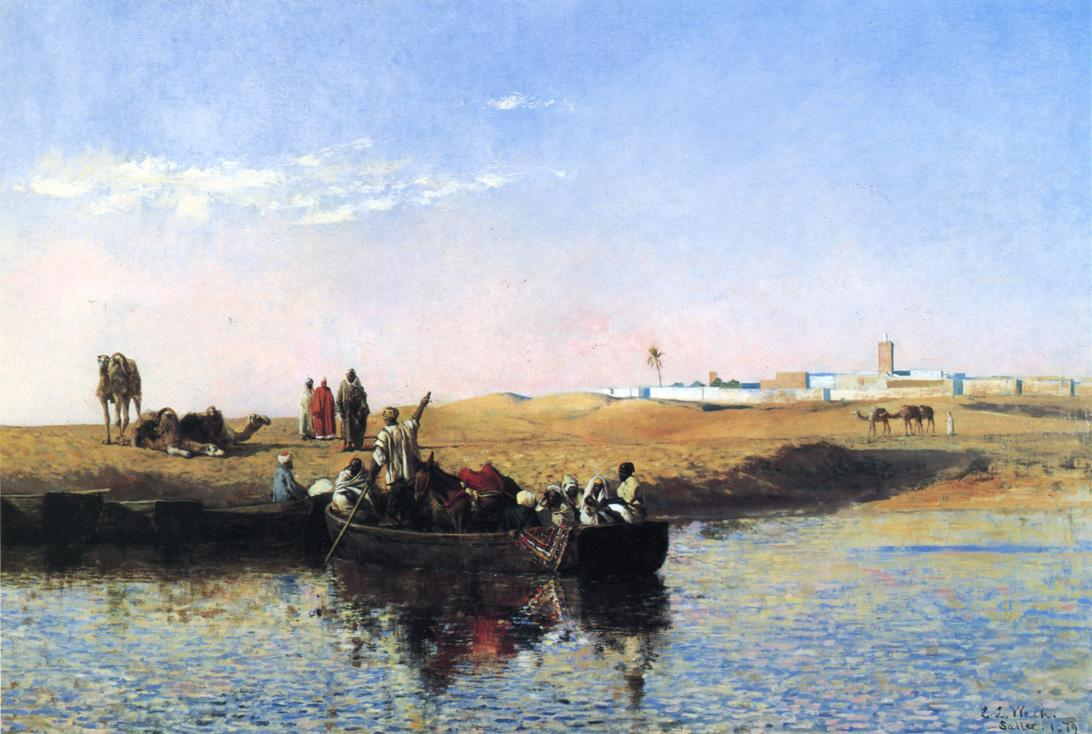
مدينة سلا، ادوين لورد ويكس (1849 ـ 1903)

وكان أهم شيء قام به السلطان مولاي إسماعيل في سلا هو التفاته إلى مسألة الماء الذي كان قليلاً بالمدينة أو نضب بسبب فساد أو تخريب الساقية الجارية فوق سور الأقواس، وتلاشي القنوات بالمسجد الأعظم لطول الزمن، فعمل على إصلاح ذلك، وأمر بتحبيس دخل حوت الشابل – المصطاد في نهر أبي رقراق – على إنجاز هذا المشروع الذي تم يوم الاثنين 16 ذي الحجة 1123 هـ (25 يناير 1712 م). وبذلك وصل الماء الجاري إلى سلا وجرى بخصة الجامع الأعظم في هذا اليوم أعقبته مشاريع عمرانية أخرى سيكون لها تأثير على المجتمع السلاوي. وقد أمر هذا السلطان ببناء مسجد يعتبر من أهم مساجد المدينة وهو المعروف بمسجد سيدي أحمد حجي، يوجد بالسوق الكبير. وبعد وفاة هذا السلطان تغيرت الأمور بحيث لم تسلم المدينة – كسائر مناطق المغرب – من الهزات السياسية العنيفة التي عرفتها البلاد. ذلك أن عبيد قصبة أكنَأوَة ساموا أهل سلا بالذل والهوان، مما أدى إلى انتشار الفتن. وقد تمكن قائد سلا الجديد عبد الحق فنيش من طرد هؤلاء العبيد من القصبة المذكورة، ولكنه استبد بالأمر حيث عرف بغلظته وقساوته. ومما زاد من تفاقم الأوضاع أنه استقبل المستضيئ بن إسماعيل بمدينة سلا في رجب 1156 هـ وبايعه ضداً على أخيه عبد الله، وانعكست هذه الأوضاع سلبا على النشاط التجاري بالمدينة، كما تعطلت حركة الأسطول للقرصنة السلوية مدة طويلة إلى أن اجتمعت الكلمة على السلطان محمد بن عبد الله عام 1171 هـ (1757 م) الذي وضع الأسس لبناء أسطول وطني قوي، وكان للمغرب في عهده – حسب المؤرخ الناصري – خمسون سفينة بقيادة ستين رئيساً أو ضابطاً يشرفون على خمسة آلاف بحار وألفين من الرماة.
في 15 أبريل 1757 م، دمّر زلزال مدمر عدة بنايات بمدينة سلا. ثم في 12 أبريل 1773، دمّر زلزال عنيف مدينة طنجة تدميرا شبه كلي فيما انهارت عدة منازل بفاس فيما شعر سكان سلا بالهزة.

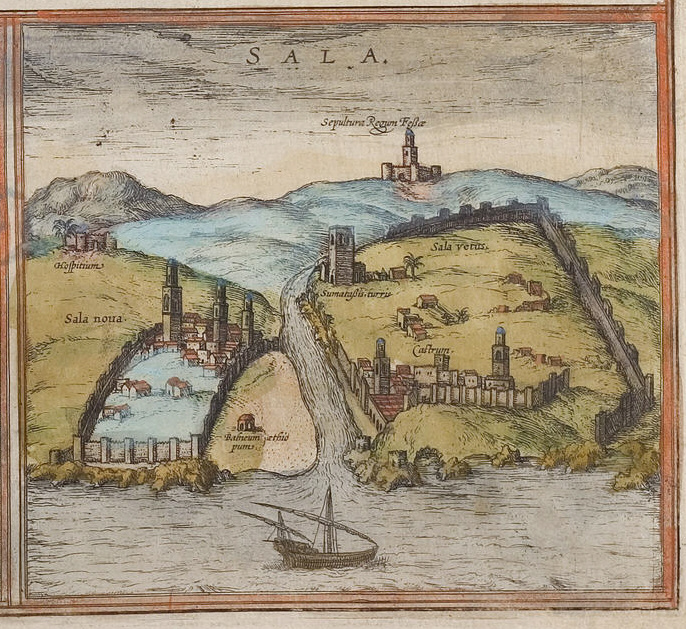
لوحة جورج براون وفرانز هوغنبرغ تمثل أسوار مدينتي سلا والرباط في 1572
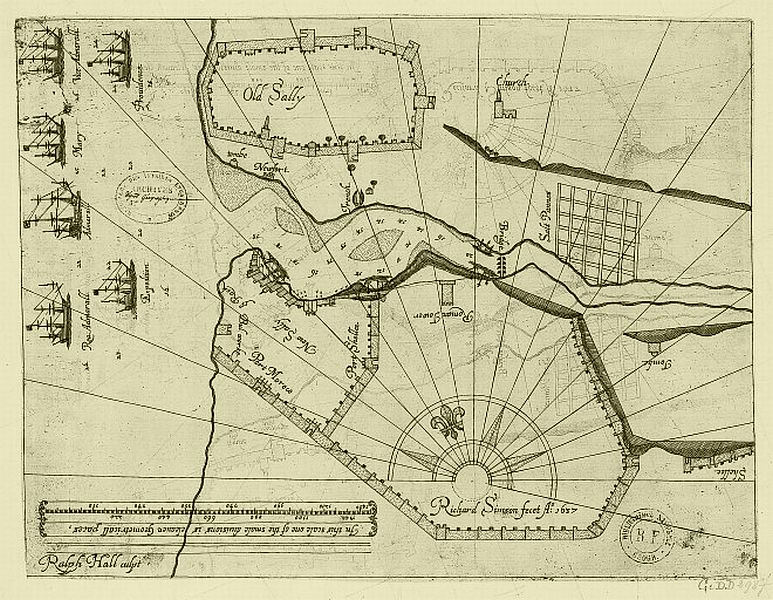
سالي، خارطة ريتشارد سيمسون تمثل مدينة القراصنة في 1637
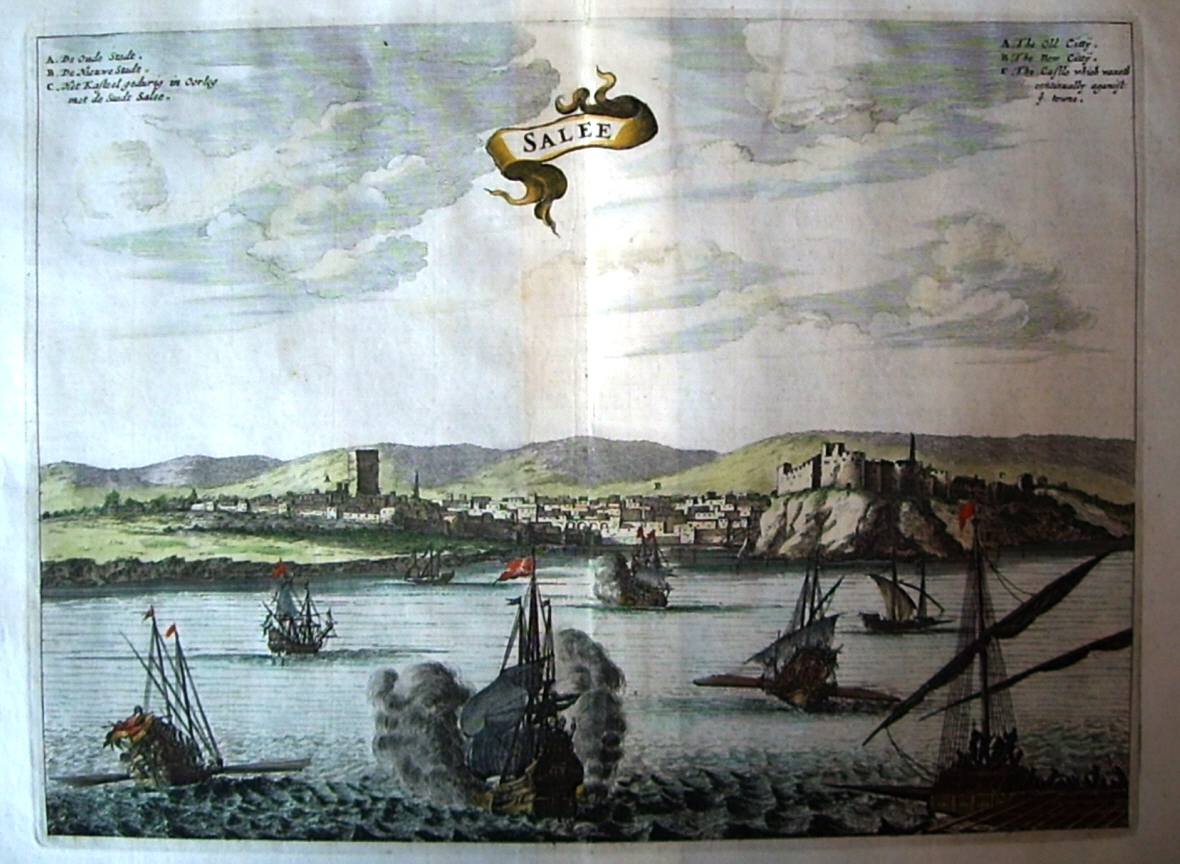
رسم لميناء سلا في 1670 من طرف جون أوغيلبي (1600-1676)
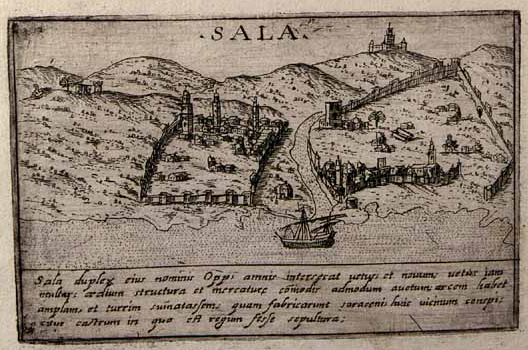
سلا في زمن مراد رايس (الأصغر)

### العصور المعاصرة

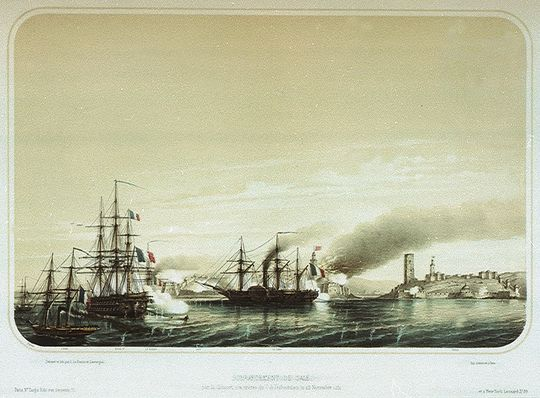
قصف سلا يوم 26 نوفمبر 1851 من قبل الكونطراميرال دوبورديو خلال فترة الباشا محمد زنيبر، هذه اللوحة من رسم لويس لو بريتون

كانت أوروبا في غمرة من الاضطرابات زادها تأججاً انبثاق الاستعمار الناشئ والتسابق نحو غزو الشرق الأقصى وتعزيز الصناعة الأوروبية بموارده الأولية، بينما كانت الإمبراطورية العثمانية تسير في طريق الأفول تحت ضربات الأحلاف الأوروبية – وخاصة منها التحالف المقدس عام 1815 م – التي أدت إلى تجريد ملك المغرب سليمان بن محمد بن عبد الله (1206 هـ – 1238 هـ) من أسطوله بدعوى مساندته للقراصنة، وحاول نابليون الأول آنذاك الضغط على المغرب للانضمام إلى كتلة الحصار القاري، وشعر المغرب بالدور الذي بدأت فرنسا تقوم به لاحتلال الشمال الإفريقي.
وفي سنة 1851 م تعرضت مدينة سلا للقصف الفرنسي. قال جاك كايي في كتابه المعنون شارل ياجرسميد، القائم بأشغال فرنسا بالمغرب (1820-1894):
| سلا        | في يوم الثلاثاء فاتح أبريـل 1851 م وصل مركب صغير إلى مصب أبي رقراق محملاً ببضائع مختلفة منها القمح، وكان قائدها هو القبطان (جوف) غير أنه حرن أمام ساحل سلا الحالي، فجرت للحين محاولة لإنقاذه بتخفيف حمولته، فأرسل البعض إلى الرباط حيث بيع وأنزل طرف آخر بشط النهر، بينما بقيت كمية أخرى بقعر المركب لم يتيسر – لسقوط الظلام – تفريغها. وفي الليل جاء الوكيل الفرنسي الرباط (دوزان) وعد ما تبقى منها فكان 57 عدلاً من القمح. وفي صباح يوم 2 أبريل، كانت مئات السكان بالمدينة وأحوازها، مجتمعة على الضفة اليمنى منتظرة الجزر لنهب الأكياس، وهو ما فعلوه قهراً مع الحراس القليلين، ولما سمع بذلك عامل سلا محمد زنيبر جاء على رأس مائتين من المخازنية، وشاهد ذلك، وقدرت الخسارة من الجانب الفرنسي بـ 11391 فرنكاً ذهبياً | سلا |
| — جاك كايي | |     |

.
لقد طالب الجانب الفرنسي بتعويض عن تلك البضاعة المنهوبة، وجرت مفاوضات بين ممثل فرنسا ومحمد الخطيب نائب السلطان بطنجة لم تسفر عن أية نتيجة! وبعد بضعة أشهر ارتأت فرنسا اللجوء إلى الانتقام بالقوة، من أهل سلا.
وفي 16 نونبر 1851 م عيٌن وزير البحرية الفرنسية قائداً للحماية هو الكونطراميرال دوبورديو وجعل تحت تصرفه أسطولا يتألف من خمسة قطع. وفي الساعة العاشرة من يوم 25 نونبر بدأ القصف! الذي ألحق أضراراً فادحة بأسوار المدينة، ومسجدها الأعظم وبمنارته الذي أصيب بست قذائف، كما هدمت بعض المنازل، واشتعلت النيران في الأخرى. ونتج عن ذلك قطع العلاقات بين المغرب وفرنسا لعدة شهور.
أصدرت الإدارة الفرنسية في 17 ذي الحجة 1340 هـ (16 مايو 1930 م) ظهيرا بربريا، حاولت من خلاله خلق نوع من الفصل بين المغاربة الذين يتكلمون العربية والذين يتكلمون الأمازيغية؛ وذلك لجلب الأمازيغيين للفرنسيين بدعوى أنهم يعيشون في المغرب منذ القدم، وليس لهم ارتباط بالذين يتكلمون العربية، ويجب إحياء الأعراف القديمة لهم، مثل: ألا ترث المرأة، وألا تخضع لأحكام القضاء، وألا يكتبوا باللغة العربية، ولا يتعلموها ولا يتكلموا بها... فعمدت السلطات الفرنسية إلى تأسيس مدارس بربرية تدرّس فيها البربرية والفرنسية.
أمام هذه الغطرسة الاستعمارية تحرك شباب الحركة الوطنية في موجة احتجاجية سُميت بحركة « اللطيف » ، وسميت بهذا الاسم لأنها اعتمدت في أساسها على اتخاذ المساجد كمنفذ أساسي لتوعية المغاربة بخطورة السياسة الفرنسية الرامية إلى إحداث التفرقة بين العرب والبربر، وطُلب من المصلين ترديد هذا الدعاء: «اللهم نسألك اللطف فيما جرت به المقادير ولا تفرق بيننا وبين إخواننا البرابرة» ثم سرعان ما امتد إلى فاس وغيره من مساجد المملكة، ليصبح حركة ستتجاوز الحدود الجغرافية الوطنية بفعل الدور الذي قام به شكيب أرسلان في الدعاية للظهير في المشرق العربي وبعض البلدان الأوربية.
وفي سنة 1934 م، سجن أحمد معنينو رفقة صديقه محمد حصار لمدة شهرين بسبب إقفال 20 خمارة بسلا ضمن مظاهرة شعبية كبيرة.
في نفس السنة تقدم عشرة من الوطنيين المغاربة من بينهم علال الفاسي والهاشمي الفلالي والمكي الناصري - وكان منهم أبو بكر القادري وهو إذ ذاك أصغرهم سنا (20 عامًا) - بمذكرة تضم مطالب الشعب المغربي في ميدان الحريات العامة كحرية الصحافة وإصلاح العدالة والقضاء على الفساد، لكن السلطات الفرنسية ماطلت وسوَّفت إلى أن أعلنت رفضها بشكل قاطع سنة 1936 م، وعقدت المجموعة مؤتمرا مصغّرا لصياغة مطالب مستعجلة للشعب المغربي في نفس الوقت الذي تقود فيه مجموعة من المظاهرات.
ثم في سنة 1936 م، سجن أحمد معنينو ستة أشهر مرة أخرى بسبب ترؤسه لمظاهرة للمطالبة بالحرية والصحافة، لذلك يعتبر أول صحفي مغربي يتلقى حكما لمشاركته في المظاهرة الداعية إلى حرية الصحافة.
في 29 يناير 1944 شنت السلطات الفرنسية حملة اعتقالات في صفوف أعضاء حزب الاستقلال وقادته، فعمت البلاد موجة من الإضرابات والمواجهات سقط فيها العديد من القتلى، خاصة في فاس والرباط وسلا، كما قدم عدد من المعتقلين إلى محكمة عسكرية بتهمة المساس بالأمن العام ونفذ حكم الإعدام فيهم. ونفى الاحتلال الفرنسي عدداً من قيادات الحزب، منهم علال الفاسي الذي أبعد إلى الغابون مدة تسع سنوات، وأحمد بلافريج الذي نفي إلى كورسيكا.

## الجغرافيا

### الموقع
تقع سلا بجهة الرباط سلا القنيطرة، وتحد من الشرق بإقليم الخميسات، ومن الجنوب بعمالة الرباط ومن الغرب بالمحيط الأطلسي ومن الشمال بإقليم القنيطرة.

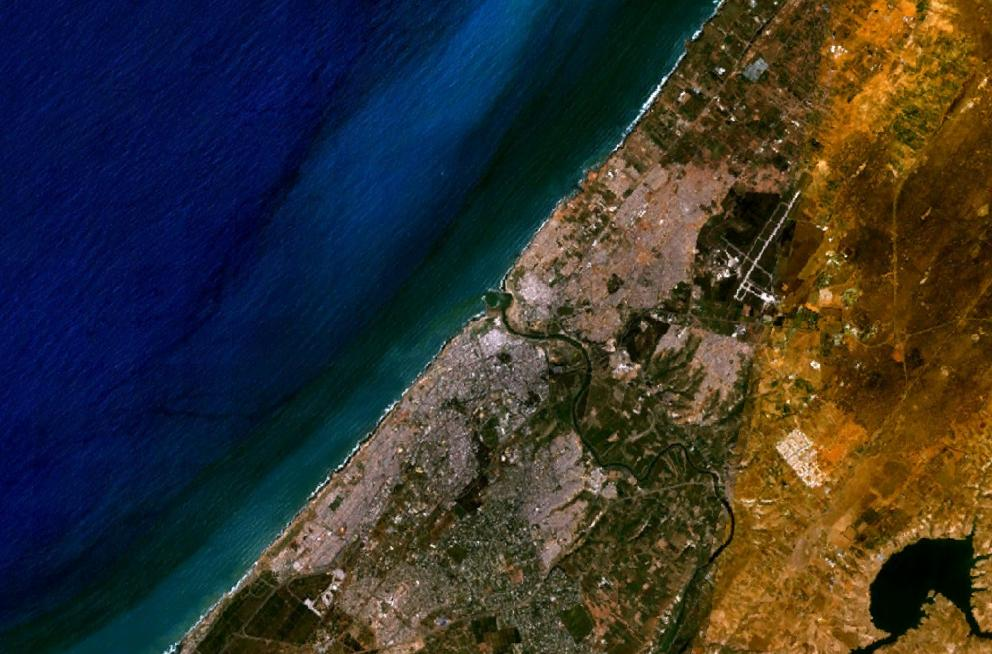
صورة من الفضاء لمدينتي سلا والرباط

### التقسيم الإداري

#### المقاطعات والأحياء

##### المقاطعات
تنقسم مدينة سلا، إلى خمس مقاطعات هي مقاطعة باب لمريسة، وبطانة، وحصين، والعيايدة وتابريكت.
تابريكت هي المقاطعة الأكثر سكانا بينما بطانة هي الأقل بفارق 100٬000 نسمة. في عام 1994، كانت بطانة الدائرة الثالثة الأكثر سكانا، ولكن سكانها قد زاد قليلا في عشر سنوات، منذ تعداد عام 2004، هي الأقل من حيث عدد سكان المدينة.
المقاطعة الأكثر نموا ديموغرافيا هي حصين. بين عامي 1994 و2024، تضاعف عدد السكان مرتين تقريبا من 74٬930 نسمة إلى 232,909 نسمة. فيما ازداد سكان باب لمريسة من 114٬120 إلى 167,279 ولعيايدة من 83٬777 إلى 226,157.

| مقاطعة     | السكان في عام 1994 | السكان في عام 2024 |
| ---------- | ------------------ | ------------------ |
| باب لمريسة | 114٬120            | 167,279            |
| بطانة      | 102٬142            | 75,470             |
| حصين       | 74٬930             | 232,909            |
| لعيايدة    | 83٬777             | 226,157            |
| تابريكت    | 204٬881            | 237,048            |

##### الأحياء

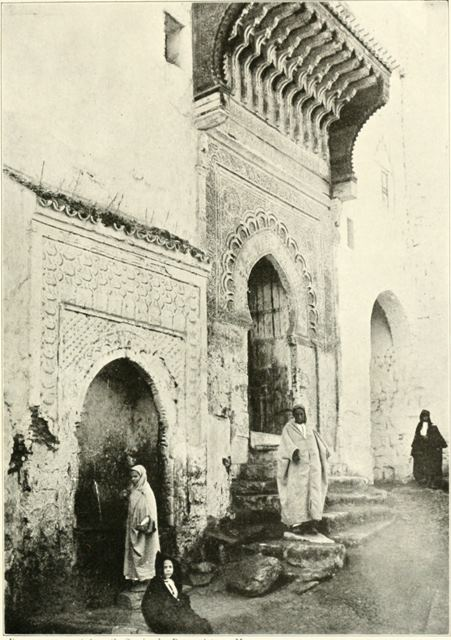
عقبة المدرسة

تعتبر مدينة سلا أختا منافسة للرباط، وتتميز بثقافة وهوية خاصة بها، كما أنها أقدم بكثير من الرباط (التي تأسست فقط في 1150 م، بينما سلا يعود تاريخها إلى العصر الروماني).يفصل نهر أبي رقراق مدينة سلا عن العاصمة الرباط. وتتألف مدينة سلا من عدة مناطق والتي هي أقدم المدينة العتيقة، الملاح (حي يهودي) والحي الفرنسي القديم المسمى بالرمل، والذي يتضمن كنيسة قديمة.
تأسست المدينة العتيقة في القرن الثاني عشر من طرف الموحدين في وقت مبكر، وتضم نوافير، رياضات ومساجد. يمكن باب المريسة من الدخول إلى المدينة القديمة. يوجد أيضا بالمدينة القديمة حي القساطلة وهو تشويه لكلمة قشتالة. هذا « الحي القشتالي » استقر به العديد من الأسر ذات الأصول الأندلسية منذ عهد المرينيين، مثل بن سعيد، سمار، زنيبر، فنيش...الملاح هو الحي اليهودي القديم استقر فيه جالية كبيرة من اليهود قبل سقوط غرناطة.
في الجدول التالي أسماء بعض الأحياء بمدينة سلا :

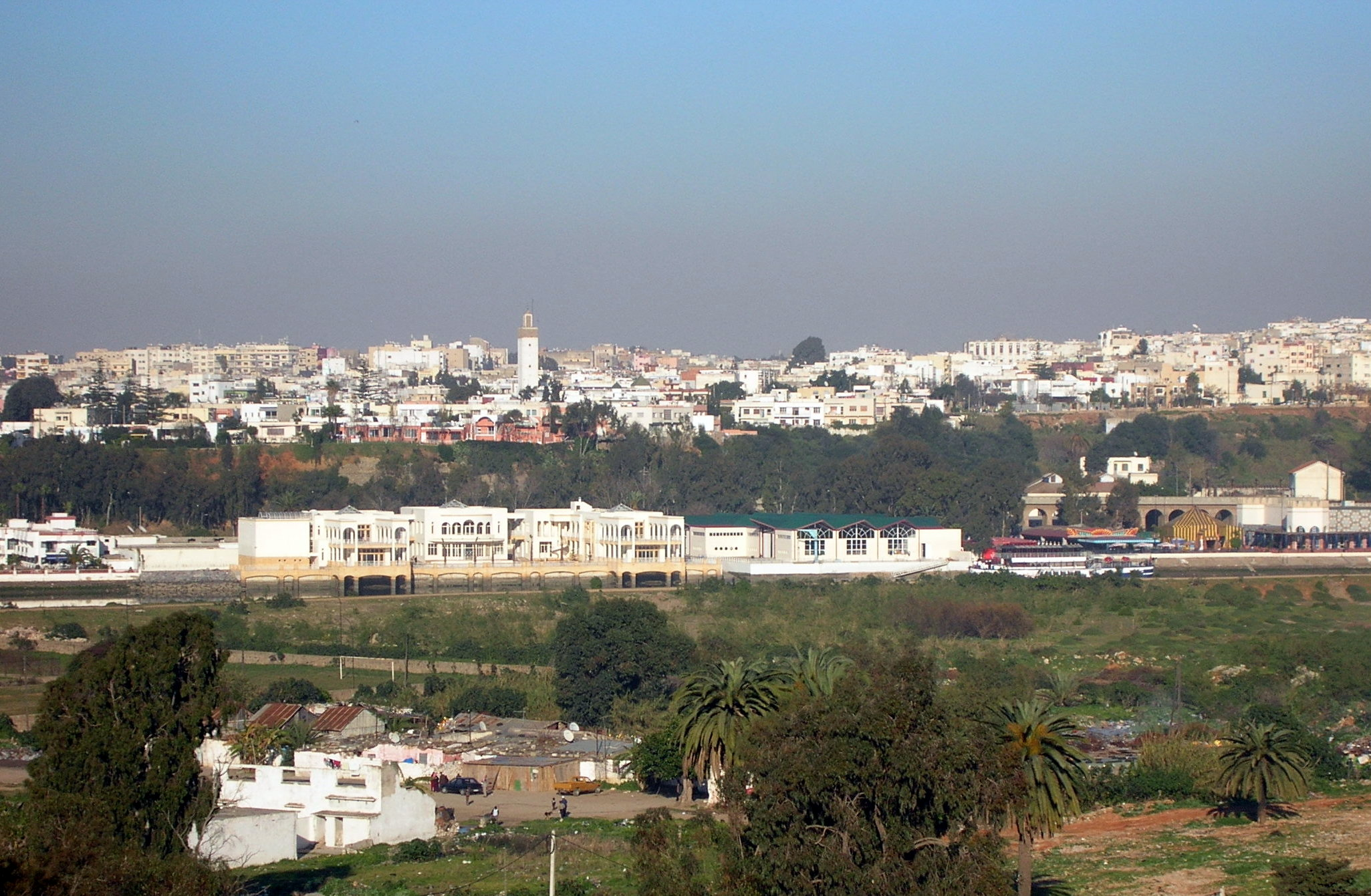
نظرة بانورامية لحي بطانة بسلا

| - المدينة العتيقة - بطـانة - تابريكت - الرمل - حي السلام | - حي اشماعو - حي الرحمة - حي كريمة - حي الانبعات - حي واد الذهب - حي سعيد حجي - حي سيدي موسى | - الغرابلية - حي روسطال - حي الشيخ المفضل - حي الأمل - حي مولاي إسماعيل - حي قرية أولاد موسى - سيدي عبد الله - سلا الجديدة |

#### الجماعات المحيطة
مدينة سلا هي عاصمة العمالة التي تحمل نفس الاسم، والذي توجد بها جماعتين حضريتين هما (سلا وسيدي بوالقنادل) وجماعتين قرويتين (عامر والسهول). وقدر إجمالي عدد سكان العمالة في عام 2024 1.078.924 نسمة.

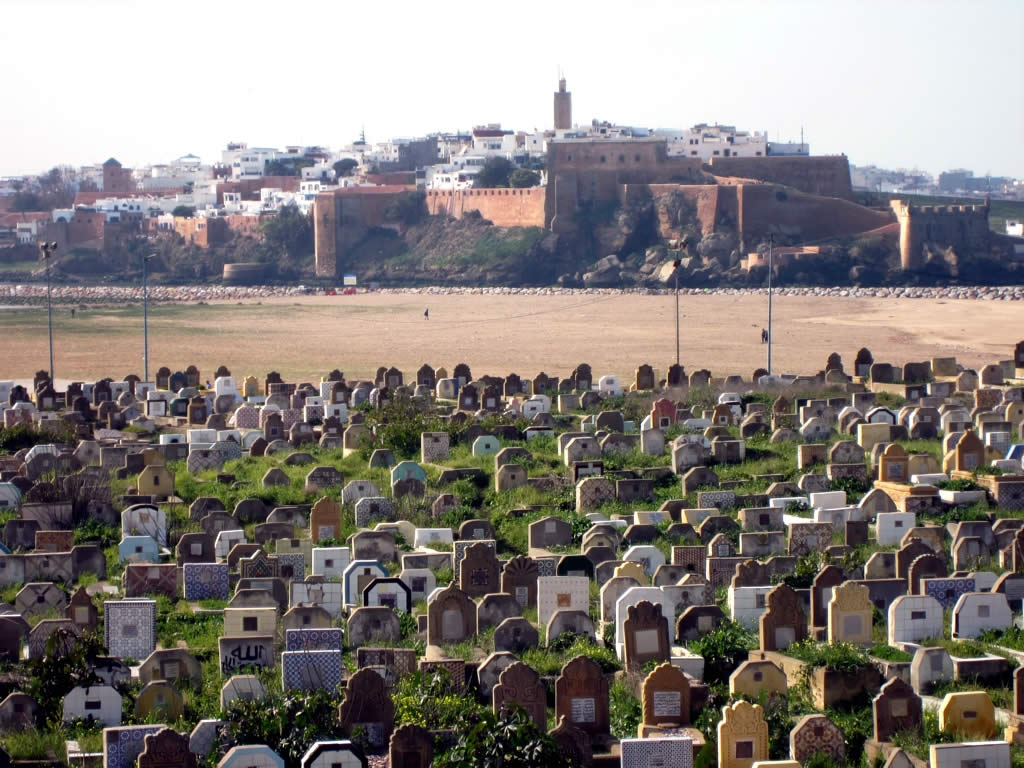
مقبرة سلا، نظرة على الرباط

### المناخ
مناخ مدينة سلا هو نمط مناخ البحر الأبيض المتوسط مع تأثير المحيط بسبب موقعها على ساحل المحيط الأطلسي. أراضي المدينة تنتمي إلى الاختلافات المناخية البيولوجية شبه الرطبة مع تحولات شبه قاحلة (مناخ شبه جاف) ورطبة.
فهي تخضع لتأثيرات مزدوجة قارية ومحيطية، أما التساقطات فتتراوح بين 500 و600 مم/سنة.
موسم الأمطار يمتد من أكتوبر إلى مارس وموسم الجفاف من أبريل إلى شتنبر. هطول الأمطار تغطي في المتوسط من 70 إلى 90 يوما في السنة. الرياح المحلية، لا سيما نسيم البحر، يخفف الحرارة المفرطة، وإضافة إلى عناصر أخرى، تضع المدينة في الاختلافات المناخية البيولوجية شبه الرطبة.
تأثير الكتلة المحيطية المعتدلة يسفر عن درجة حرارة متوسطة تصل إلى 9 درجات للأشهر أكثر برودة و38 درجة مئوية بالنسبة للأشهر الأكثر دفئا. الصقيع أمر نادر الحدوث. أقل درجة حرارة وصلت من أي وقت مضى 3,2- درجة مئوية، في حين أن أعلاها هي 48 درجة مئوية.
| البيانات المناخية لـسلا      | البيانات المناخية لـسلا | البيانات المناخية لـسلا | البيانات المناخية لـسلا | البيانات المناخية لـسلا | البيانات المناخية لـسلا | البيانات المناخية لـسلا | البيانات المناخية لـسلا | البيانات المناخية لـسلا | البيانات المناخية لـسلا | البيانات المناخية لـسلا | البيانات المناخية لـسلا | البيانات المناخية لـسلا | البيانات المناخية لـسلا |
| الشهر                        | يناير                   | فبراير                  | مارس                    | أبريل                   | مايو                    | يونيو                   | يوليو                   | أغسطس                   | سبتمبر                  | أكتوبر                  | نوفمبر                  | ديسمبر                  | المعدل السنوي           |
| ---------------------------- | ----------------------- | ----------------------- | ----------------------- | ----------------------- | ----------------------- | ----------------------- | ----------------------- | ----------------------- | ----------------------- | ----------------------- | ----------------------- | ----------------------- | ----------------------- |
| متوسط درجة الحرارة الكبرى °ف | 63                      | 64                      | 66                      | 68                      | 72                      | 75                      | 81                      | 81                      | 79                      | 75                      | 70                      | 64                      | 72                      |
| متوسط درجة الحرارة الصغرى °ف | 46                      | 48                      | 48                      | 50                      | 55                      | 59                      | 64                      | 64                      | 63                      | 57                      | 52                      | 48                      | 55                      |
| الهطول إنش                   | 3.0                     | 2.8                     | 2.4                     | 2.6                     | 0.8                     | 0.2                     | 0.0                     | 0.0                     | 0.2                     | 1.8                     | 3.5                     | 4.3                     | 21.6                    |
| متوسط درجة الحرارة الكبرى °م | 17                      | 18                      | 19                      | 20                      | 22                      | 24                      | 27                      | 27                      | 26                      | 24                      | 21                      | 18                      | 22                      |
| متوسط درجة الحرارة الصغرى °م | 8                       | 9                       | 9                       | 10                      | 13                      | 15                      | 18                      | 18                      | 17                      | 14                      | 11                      | 9                       | 13                      |
| الهطول مم                    | 76                      | 70                      | 62                      | 65                      | 21                      | 6                       | 1                       | 1                       | 5                       | 46                      | 90                      | 108                     | 551                     |
| المصدر:                      |                         |                         |                         |                         |                         |                         |                         |                         |                         |                         |                         |                         |                         |

## السكان

### الديموغرافيا

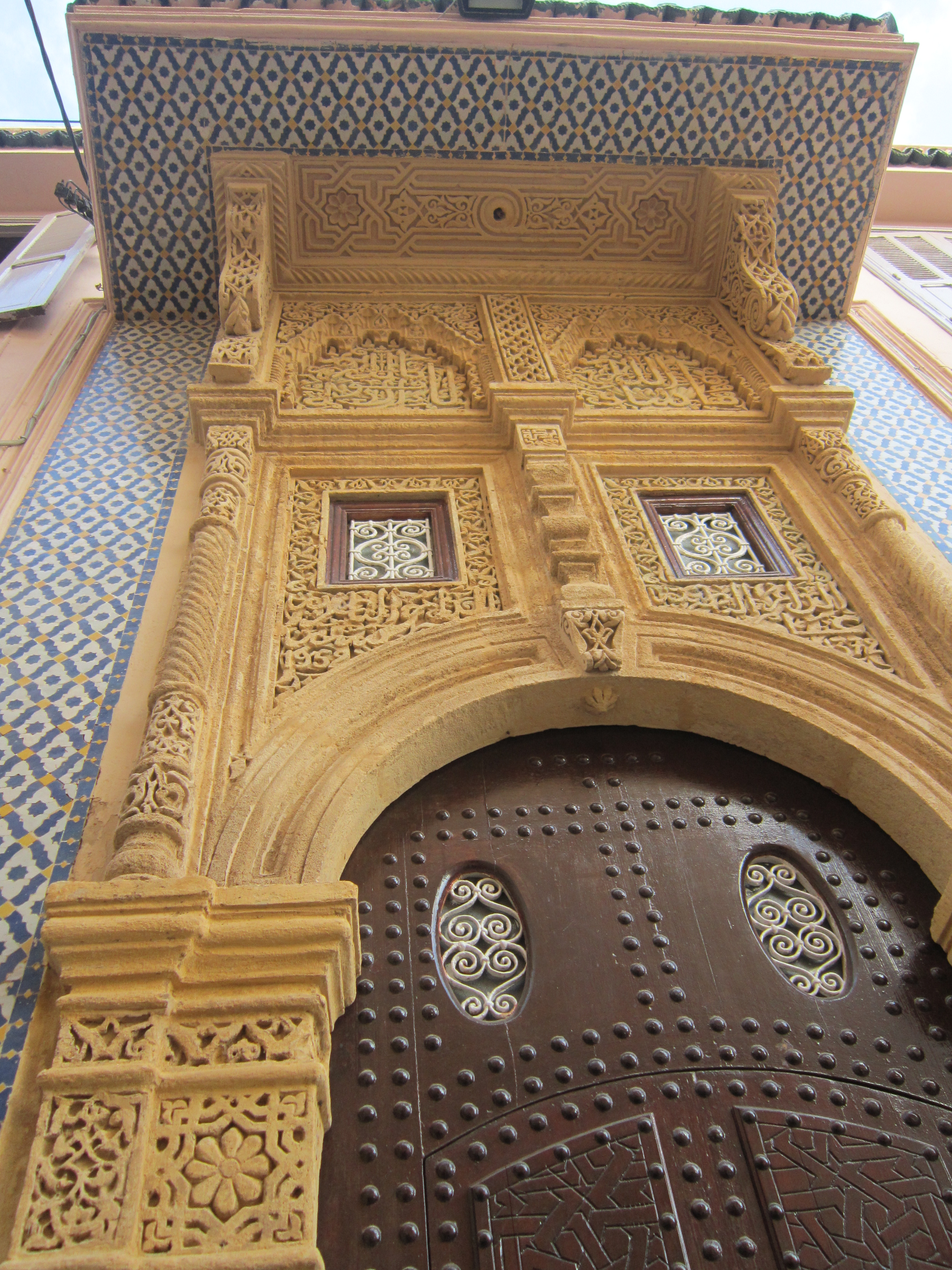
الباب الأمامي للمنزل الناصري في درب القساطلة (الحي القشتالي)، حي العائلات الأندلسية القديمة بسلا

تشكل مدينة سلا مع الرباط وتمارة وتجمع سكاني من سكان 1,66 مليون نسمة (2005). النمو الهائل للسكان يرجع إلى حد كبير إلى الهجرة القروية. وفقا لتعداد العام للسكان والمساكن في عام 2004، كان عدد سكانها حوالي 800٬000. يجب إضافة كل عام 12٬000 حضري لتكون مدينة سلا، مدينة مليونيرة بحلول عام 2020.
| السنة              | 1912*  | 1936   | 1952   | 1960   | 1971    | 1982    | 1994    | 2004    | 2005*   | 2010*   | 2014    |
| ------------------ | ------ | ------ | ------ | ------ | ------- | ------- | ------- | ------- | ------- | ------- | ------- |
| سلا                | 19٬000 | 32٬000 | 47٬000 | 77٬000 | 159٬000 | 328٬000 | 580٬000 | 760٬186 | 780٬000 | 870٬000 | 907،899 |
| * : تقدير، مصادر : |        |        |        |        |         |         |         |         |         |         |         |

### العائلات السلاوية القديمة
تسجل رسميا العائلات السلاوية القديمة منذ تاريخ ذكرهم لأول مرة في الأدب أو السجلات؛ أقدم الأسر لا تزال موجودة في سلا وسكنت المدينة بين التاسع والقرن السابع عشر. وتفيد وثائق تاريخية وجود أكثر من مائتي أسرة أخرى بين الثامن عشر إلى القرن العشرين، على الرغم من أن بعضها ربما أكثر رسوخا في مدينة سلا، التي لا يكاد يتجاوز عدد سكانها 50٬000 نسمة فجر الاستقلال في عام 1956. ولكن، من هذا التاريخ، ضرب الانفجار السكاني لسكان المدينة بنسبة 10 في مساحة 40 عاما، وذلك بسبب جاذبيتها: ماضيها المجيد، سمعتها كمدينة للمقاومة الرئيسية (مكافحة المستوطنون الفرنسيون في بداية 1930)، وعلى وجه الخصوص. قربها من العاصمة الرباط.

## العمارة والتخطيط الحضري

### المدينة القديمة

#### الأسواق

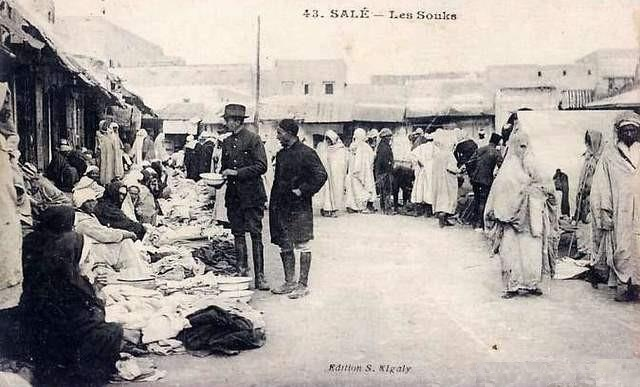
ساحة السوق الكبير حوالي 1920

أسواق مدينة سلا تتمتع بشعبية جيدة بفضل حرفها وثقافتها منظمة على شكل تجمع لحي لكل حرفة. نجد : القيسارية (لبيع الأقمشة والمجوهرات)، الخَّرازين (الإسكافيون)، الشراطين (بائعوا خيوط الصوف)، الحجامين (الحلاقون)، النجارين (صناع فن النجارة)، العطارين (بائعوا الثوابل) وغيرها، إضافة إلى سوق الكبير وسوق الغزل الشهيرين.
إلى ساحة « السوق الكبير » كان يأتي القرويون من القرى والمداشر التي تحيط بمدينة سلا يحملون سلعهم لبيعها لسكان المدينة العتيقة. في تلك السنوات من القرن الماضي، كان معظم سكان المدينة يسكنون في سلا العتيقة. لكن الأحوال انقلبت، إذ أصبح معظم سكان العتيقة من المهاجرين الذين وفدوا من القرى والبلدات المجاورة، وتشتت سكان المدينة الأصليون بين بعض الأحياء، مثل «بطانة» و«تابريكت» و«حي السلام».
كان القرويون الذين يأتون من أمكنة بعيدة يمضون ليلتهم في «الفندق»، وهو اسم يعني في العامية المغربية المكان الذي يمكن أن تمضي فيه الليل أنت ودابتك، سواء كان بغلا أو حمارا، لقاء بعض الدريهمات.
« سوق الغزل » يشكل معلمة تاريخية منذ أزيد من نصف قرن، يتكون من التجار المختصين في بيع الملابس الجاهزة، والأواني المنزلية الفضية والنحاسية، إلى جانب بعض الأشياء المستعملة والتحف النادرة من بعض المصنوعات التقليدية الإبداعية المهددة بالانقراض، إلى غيرها من ضروريات العيش وكمالياته، يحكي العديد من شيوخ المنطقة الطاعنين في السن، أن البقعة الأرضية التي يقام عليها السوق، كانت في الأصل من ضمن ممتلكات عقارية لسيدة تدعى « الصبيحية »، في بداية الثلاثينيات من القرن العشرين، وهي التي وهبتها لعدد من الباعة والتجار على سبيل التبرع من أجل استغلالها، حيث كانت في البداية على شكل مايعرف في الذاكرة السلاوية القديمة بـ «سوق الدلالة»، الغنية عن التعريف، لا في باقي المدن المغربية.

#### المنازل

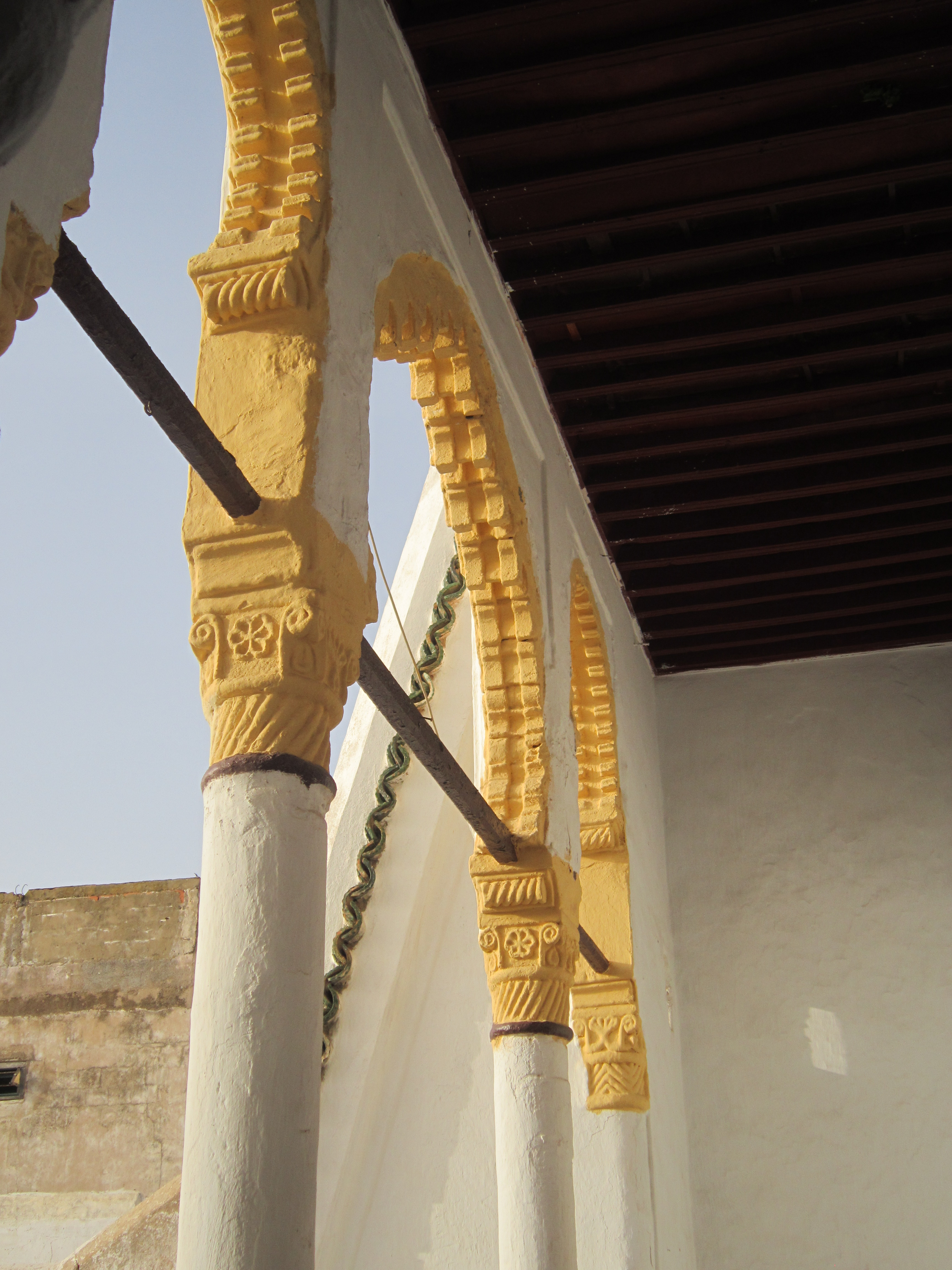
أقواس دار بن خضراء بالمدينة العتيقة

إنَّ المتأمل في الهندسة المعمارية للمنازل في المدينة العتيقة يستطيع أي يتلمس بوضوح التنوع الحضاري والعرقي لسكانها الذين عاشوا فيها على امتداد قرون من الزمن. ويهيمن النمط العربي الإسلامي بأسواره وشرفاته العالية الحديدية المعقدة الصنع، وبالأبواب الخشبية المدرعة والتي يتفنن السكان في زخرفتها بالمسامير والأقواس والحلق، إذ كانت تمثل المؤشر الوحيد لترف العائلة في مجتمع محافظ وبنيان ملتصق. وفي هذا البنيان نجد أيضاً النمط الغربي للأجانب من مسيحيين ويهود واليهود العرب. الذين عاشوا جميعاً جنباً إلى جنب في مجتمع وحيد منسجم وفي كنف الاحترام والتسامح لعدة قرون قبل أن يغادروا أواسط القرن العشرين.

### الأسوار والأبواب

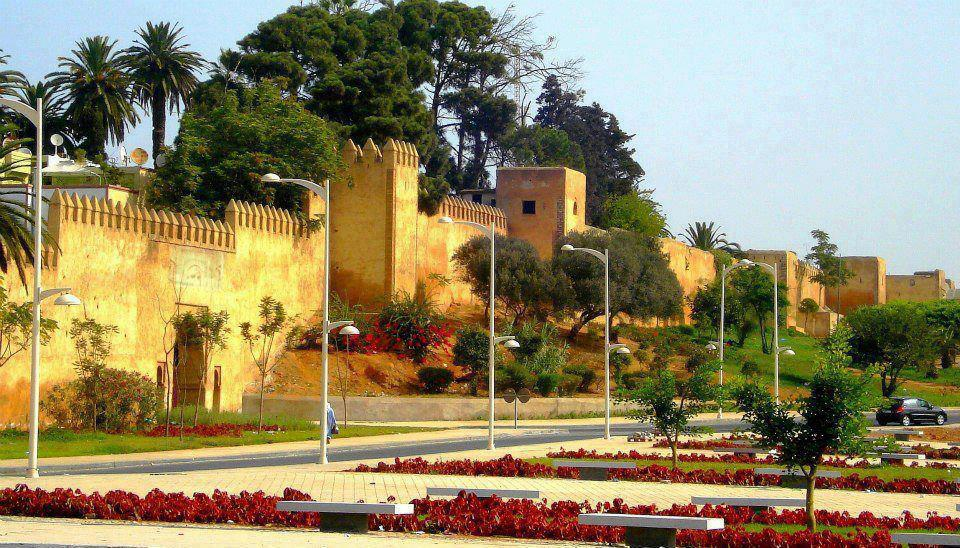
نظرة على أسوار مدينة سلا

على غرار باقي المدن المغربية العتيقة حصنت المدينة بسور منيع يصل طوله إلى أربعة كيلومترات وخمسمائة متر(4، 5 كلم) ممدودة على مساحة تقدر ب 90 هكتار. تعتبر أسوار مدينة سلا المقابلة للأخرى بمدينة الرباط إحدى الحصون الدفاعية الأولى للمدينة، بنيت عبر حقب تاريخية مختلفة، دعمت بأبراج عظيمة لحماية المدينة من غارات الأساطيل الأجنبية.

#### أبواب
عندما ستصل إلى مدينة سلا ستجد في استقبالك السور التاريخي الذي يحيط بالمدينة بأكملها، هذا السور الذي تخترقه عدة أبواب لكل باب منها تسميته وكانت تقفل عند اقتراب أذان للعصر حماية للمدينة.
- باب المريسى

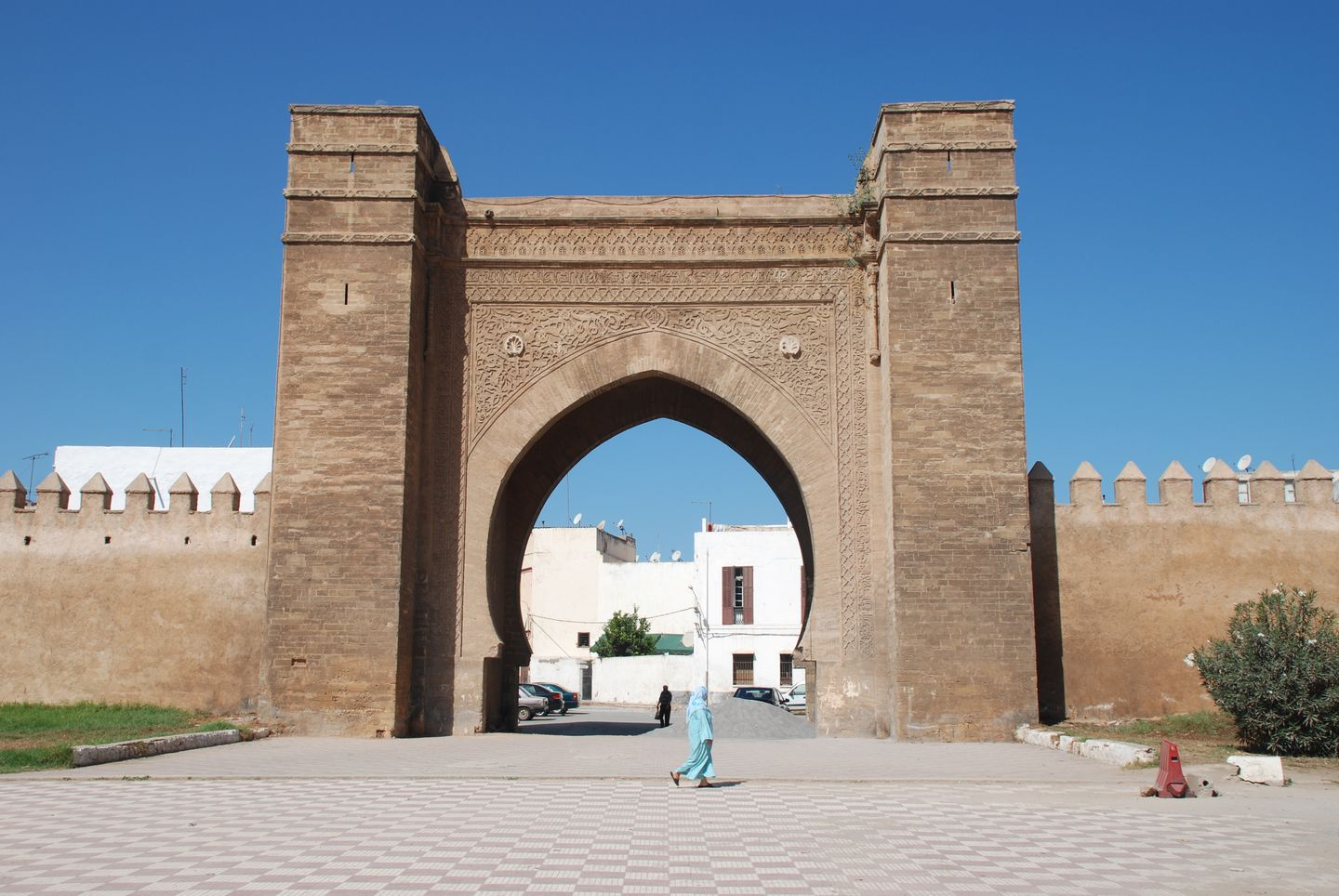
باب المريسى

بِمُجرَّد دُخُولك لمدينة سلا ننصحك بزيارة باب المريسى وهُو أكبر باب تاريخي بالمغرب بني في مدينة سلا من طرف السلطان المريني أبو يوسف يعقوب بن عبد الحق حيث أنه شارك مشاركة فعلية في أعمال البناء، بين سنوات 658 و668 هجري (1270 و1280 ميلادي)، المعمارون أو معلمو البناء أوالحرفيون الذين شاركوا في تصميم المبنى أو تنفيذه: حسب رواية الناصري، فإن المعماري الذي أشرف على المشروع يدعى محمد بن علي، وأصله من إشبيلية، الميناء المحمي، الذي يمكن استخدامه كدار للصناعة (صناعة السفن)، والذي يوصل المدينة بوادي أبي رقراق. ويُقدم واجهة حجرية تزينها زخرفة جميلة منحوتة بنقائش كتابية وتشبيكات زهرية. يحصن برجان مستطيلان، يبلغ بروزهما 2.20 متر وعرضهما 3.50 أمتار، قوسا كبيرا على شكل حدوة حصان منكسر، تصل فتحته إلى حوالي 9 أمتار وترتفع قمته، رغم تعلية الأرضية وتراكم الرمل بالحوض والقناة وتغطيتهما، إلى 9.60 أمتار.
- باب سبتة

وسمي بذلك لأن الذاهب إلى مدينة سبتة انطلاقا من مدينة سلا كان لابد أن يمر عبر هذا الباب.
- باب بوحاجة

باب كبير هدم في الستينات. يحمل اسم الولي الصالح الأندلسي سيدي إبراهيم بوحاجة الرندي، وهو الذي كان يحافظ على زاوية النساك في القرن الرابع عشر.
- باب شعفة

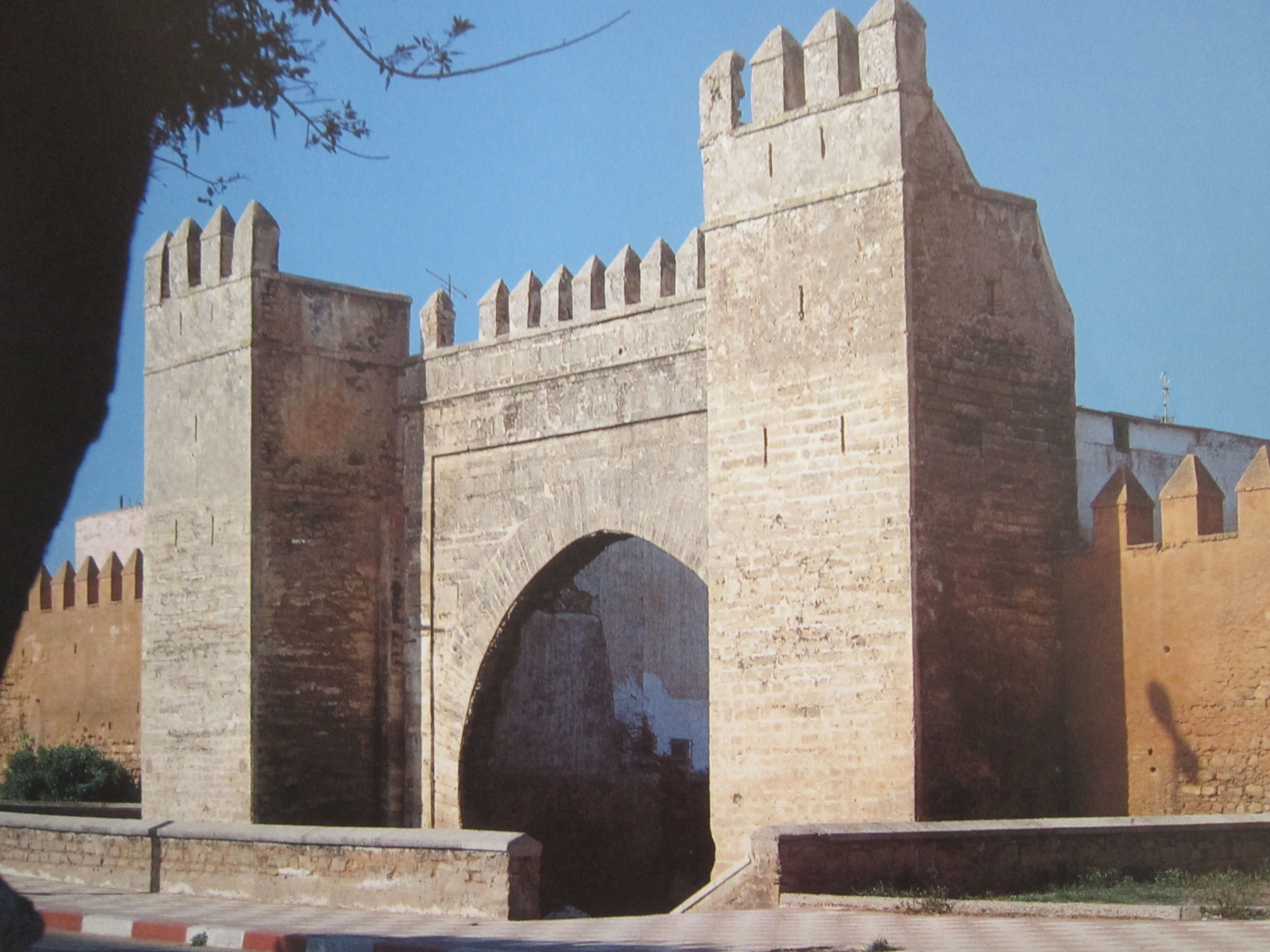
باب دار الصناعة

يسمى أيضا باب سبع بنات، وهو رائع التصميم.
- باب معلقة

تطل على المقبرة والبحر، كانت مخصصة للسلطان عندما كان يزور الأماكن المقدسة بالمدينة.
- باب جديد

باب صغير بدون فائدة كبيرة، يستخدم ابتداء من ستينيات القرن الماضي كمستودع.
- باب دار الصناعة

بناه السلطان أبو يوسف يعقوب بن عبد الحق المريني سنة 658 هـ (1261 م) بإشراف المهندس الأندلسي محمد بن الحاج الإشبيلي. ويُعرف بباب الفران وفيه ترسانة ومصنع أسلحة القراصنة..
- باب الخميس

باب فاس سابقا وهو مدخل المدينة من الشرق.
- باب الفرد [46]

#### أبراج
- برج باب سبتة

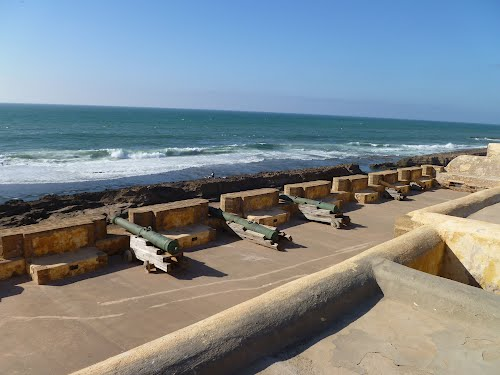
برج الدموع

بني في سنة 1738 من قبل الحاكم عبد الحق فنيش، وهناك كانت تدار شؤون المدينة.
- برج الدموع

أو السقالة القديمة تم بناؤها عام 1759 من طرف السلطان سيدي محمد بن عبد الله، وتوجد بها مدافع مصنوعة من البرونز. ويسمى أيضا ببرج سيدي بنعاشر
- برج الروكني

يدعى أيضا برج الكبير أو السقالة الجديدة شيدت في عام 1853 من قبل أبو الفضل عبد الرحمن بن هشام.
- برج الملاح

يوجد قرب باب المريسى.
- برج المُثمن

سمي بذلك لأنه يحتوي على 8 أضلاع.

#### آخرى
- قصبة كناوة

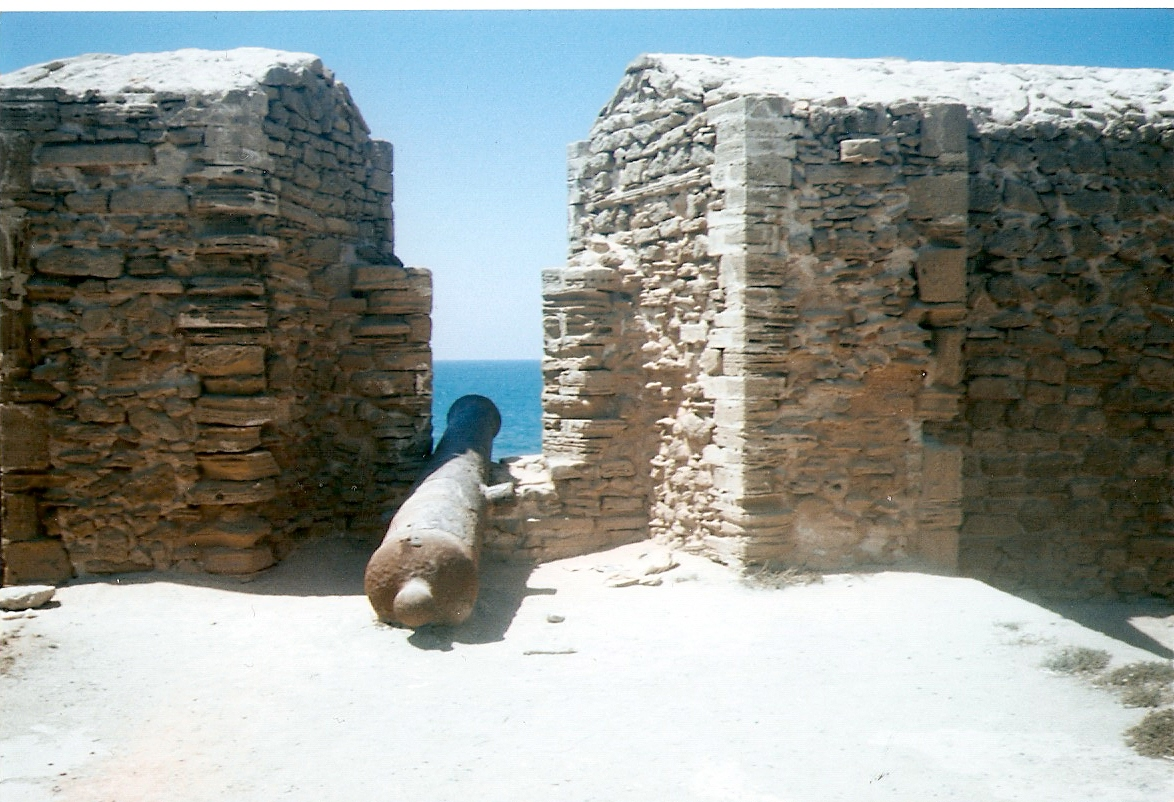
مدافع بالقرب من برج الدموع

بناها السلطان مولاي إسماعيل سنة 1807 م، لتكون سُكنى لحامية من عبيد البخاري وتسمى أيضا « بالقصبة الإسماعيلية » أو « قصبة الحريشة » وتوجد بحي سيدي موسى.
- الرياحات

وهي عبارة عن نوافذ كبيرة نوعا ما توجد بأعلى الصور وتسمح بدخول الريح والهواء.
- المدافع والقلاع الحربية

محاذية لضريح الولي الصالح سيدي أحمد بنعاشر ولبرج الدموع.
- سور الماء العظيم

معروف بسور الأقواس، تم تشييده في العصر الموحدي (1130-1269) وجدده السلطان أبو الحسن المريني سنة 1333 م، وهو عبارة عن قناة مائية محمولة على سور طوله 14 كلم.
- دار البارود

شُيِّدت بأمر من السلطان مولاي عبد الرحمان بن هشام سنة 1846 من أجل تخزين البارود والسِّلاح المُعَدّْ للجهاد، كما استعملت كمنزل لعديد من البشاوات.

### المباني الدينية

#### المساجد والمدارس الدينية
- المسجد الأعظم

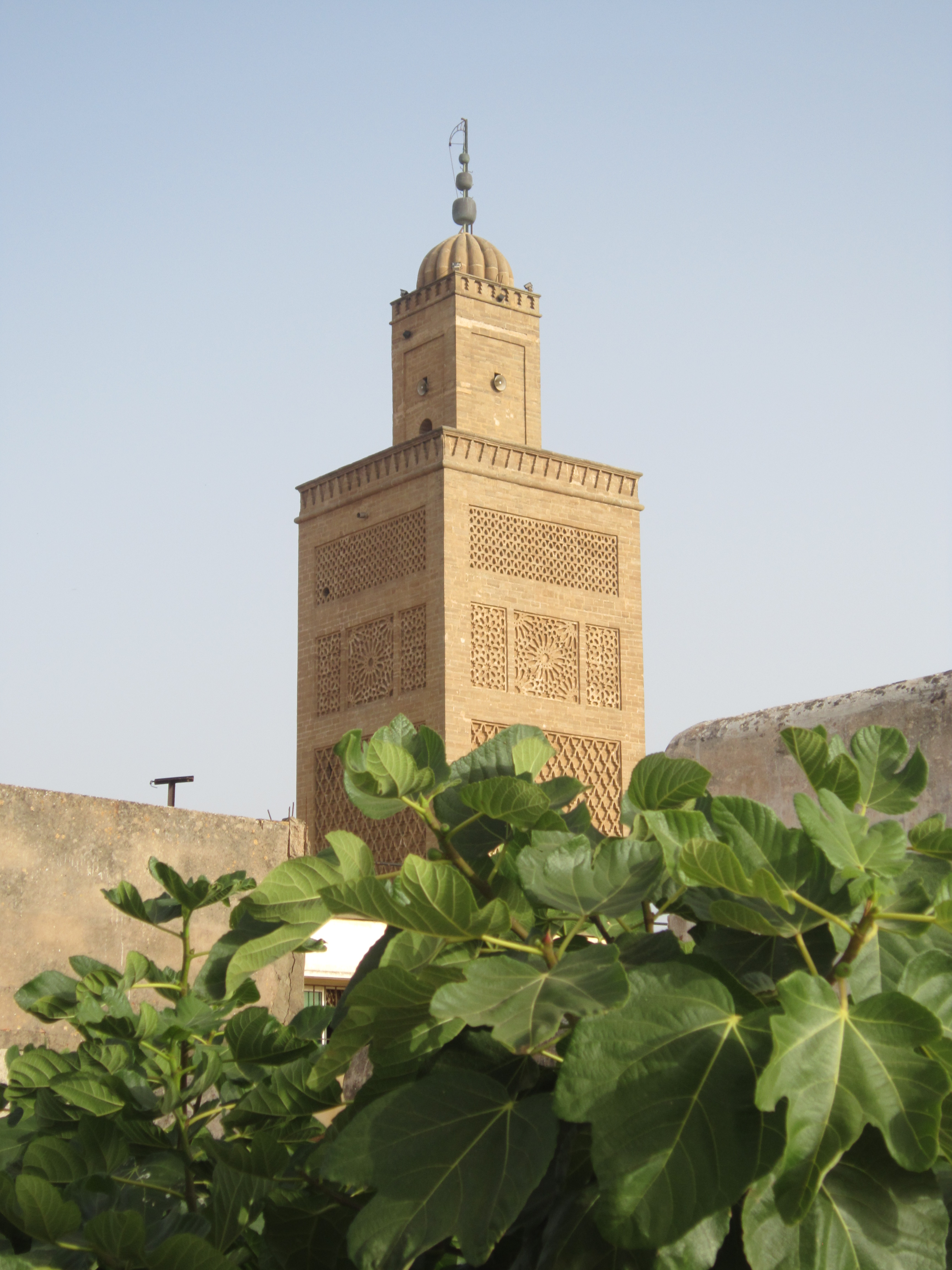
المسجد الأعظم

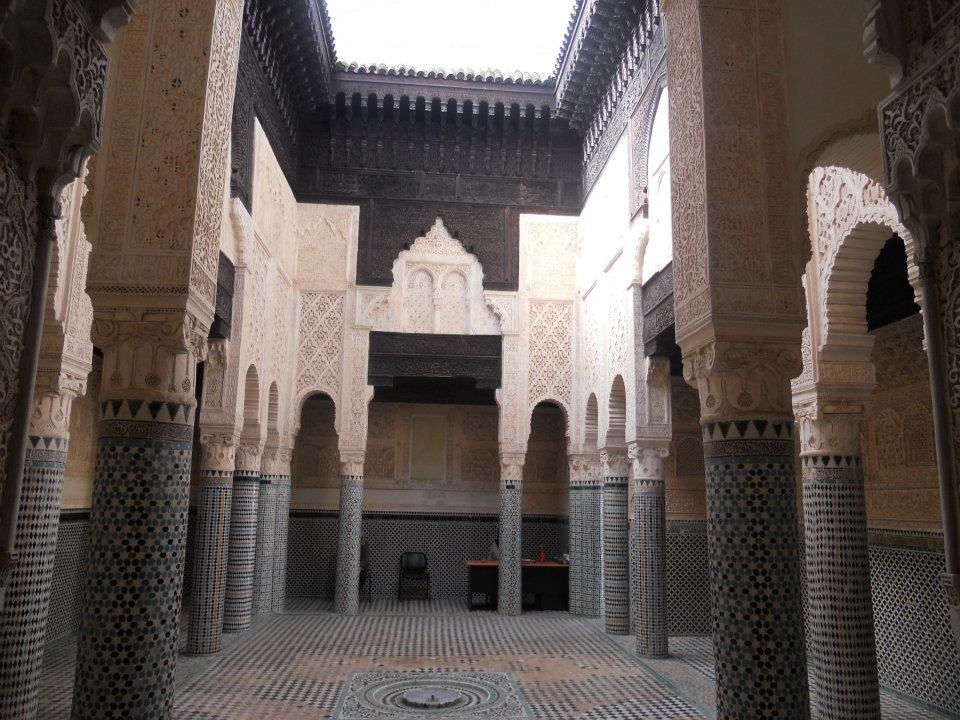
المدرسة المرينية

يظل جامع المسجد الأعظم بسلا وما يعرف لدى الساكنة السلاوية بالجامع الكبير ويُعتبر ضمن المآثر الروحية والعلمية التي تميز المدينة، ويعتبر من أعظم المساجد في العالم الإسلامي، جرى توسيعه وإعادة بنائه في عهد السلطان الموحدي أبو يوسف يعقوب بن يوسف المنصور سنة 593 هـ (1196 م)، وكان أول من ولي الخطبة فيه على عهد مؤسسه يعقوب المنصور الفقيه أبا محمد عبد الله ابن سليمان الأنصاري قاضي مدينتي سلا ورباط الفتح.
أقيم المسجد الأعظم فوق مساحة شاسعة تزيد عن 5070 مترا مربعا، تغطي مربعا منحرف الشكل، وتضم ساحته أسوارا عالية، قاعتين للصلاة وثلاثة صحون ومجموعة من الملحقات، وجاء كباقي المساجد الموحدية ليضاهي أكبر الجوامع الإسلامية بأعمدته العالية وأقواسه المختلفة الأشكال وتصميمه المحكم.
- مسجد الشهباء

هو ثاني مسجد بني بسلا من طرف الموحدون حوالي 1075. بني من قبل السلطان المرابطي يوسف بن تاشفين في النصف الثاني من القرن الحادي عشر وأعيد ترميمه في أواسط القرن العشرين.
- مسجد سيدي أحمد حجي
المدرسة المرينية

شيدها السلطان أبو الحسن علي بن السلطان أبي سعيد المريني بين سنة 1330 و1341، قرب المسجد الأعظم.
- المدرسة البوعنانية

أكثر معرفة عند السلاويين بفندق أسكور أو دار القاضي أو ما يسمى بالمارستان الطبي التي شيدها السلطان أبو الحسن علي بن عثمان وأكملها ابنه أبي عنان فارس المريني سنة 1345.

#### الزوايا والأضرحة
تضم سلا العتيقة اليوم عددا كبيرا من الأولياء والصلحاء تضاربت أسماء بعضهم واختلفت عند العوام؛ وتفاوتت أضرحتهم من حيث الأهمية والتنظيم، منها ما هو معروف على الصعيد الوطني كضريح الولي الصالح سيدي عبد الله بن حسون الذي اقترن اسمه بموكب الشموع، وضريح الولي الصالح سيدي أحمد بنعاشر، الذي اشتهر عند العوام بإبراء الزوار المصابين بالصرع والأمراض العقلية، وهناك زوايا لها أنشطة إشعاعية وموسمية خاصة في المولد النبوي الشريف، وأكثر الأضرحة في سلا عبارة عن أماكن مهجورة هي مأوى للفقراء والمساكين، وأخرى لا تعرف إلا كأسماء لدروب وأزقة.
وفيما يلي قائمة الزوايا والأضرحة بسلا:
- زاوية النســاك : بنيت سنة 1356 من طرف السلطان أبو عنان المريني
مدخل الزاوية التجانية
  - زاوية النســاك وهي أول زاوية بنيت في المدينة لم يتبق منها سوى سورها وتوجد أمام مستشفى الرازي.
  - زاوية سيدي بوزكري : قرب المسجد الأعظم
  - زاوية الدرقاوية : توجد في باب احساين
  - الزاوية القادرية : زنقة زناتة، قرب النهضة
  - الزاوية الحجية : السوق الكبير
  - الزاوية المباركية : زنقة الشدادي، باب الجديد
  - الزاوية الناصيرية : زنقة سانية حصار
  - الزاوية الحنصالية : درب بوقاع، السوق الكبير
  - الزاوية القاسمية : زنقة عبد الله بوشاقور
  - الزاوية العيساوية : الرحيبة
  - الزاوية الغازية : زنقة الطالعة
  - الزاوية الحسونية : خلف المسجد الأعظم
  - الزاوية التوهامية : زنقة الزاوية، الصف
  - الزاوية الحمدوشية : زنقة البليدة
  - الزاوية التيجانية : أمام المسجد الأعظم في الزقاق
  - الزاوية الدليلية : زنقة الطالعة
  - الزاوية الحراثية : شارع سيدي عبد القادر الحراتي
  - الزاوية الكتانية : مالقية
  - الزاوية البنعبودية : بورمادة، الشراطين
  - الزاوية الصديقية : زنقة رأس الشجرة
  - الزاوية المنصورية : سانية الباشة

- داخل ضريح سيدي عبد الله بن حسون
ضريح سيدي موسى الدكالي
الصالحين
  - سيدي عبد الله بن حسون
  - سيدي أحمد بنعاشر
  - سيدي أحمد حجي
  - سيدي عبد القادر بن موسى
  - سيدي عبد القادر الحراثي
  - سيدي أبو العباس
  - سيدي موسى الدكالي
  - سيدي عبد الله المظلوم
  - مولاي أحمد الغازي
  - سيدي عبد الله بوشاقور
  - سيدي بوسدرة
  - سيدي الخراز
  - سيدي محمد آمزار
  - سيدي هشام العلوي
  - سيدي بلخضر
  - سيدي أمغيث
  - سيدي أبو الأنوار
  - سيدي البهلول
  - سيدي بوقنادل
  - سيدي مسعود امسارة
  - سيدي علي الغرناطي
  - سيدي قنديل
  - سيدي لحسن العايدي
  - سيدي أبو البركات
  - سيدي القرشي
  - سيدي إيدر
  - سيدي زيتون
  - سيدي مولاي بوعزة
  - سيدي التركي
  - سيدي علي بن أيوب
  - سيدي بوغابة
  - مولاي النوبة
  - سيدي الساحلي
  - سيدي اسعيد
  - سيدي علي بن حرزهم
  - سيدي أحمد الطالب
  - سيدي مول الكمري
  - سيدي عبد الحليم الغماد
  - سيدي زكريا يحيى بن عمر
  - سيدي الهاشمي الطالب
  - سيدي بلشقر
  - سيدي إبراهيم بولعجول
  - سيدي السريري
  - سيدي الخضار
  - سيدي أمشيش
  - سيدي قاسم غليظ
  - سيدي بوحاجة
  - سيدي الخباز
  - سيدي ميمون
  - سيدي مول الجبال
  - سيدي ابن الطيب
  - سيدي قدور بن علي
  - سيدي أحمد اعمار
  - سيدي إبراهيم بن عمران
  - سيدي الإمام ابن المجراد
  - سيدي عبد الله الغليظ
  - سيدي بوعمر

الصالحات
  - للا فاطنة بنت النعام
  - للا صيبارة
  - للا عيشة البحرية
  - للا مماس
  - للا الغفلة
  - للا عائشة مسعود
  - للا الشهباء
  - للا غنيمة
  - للا يامنة وهدانة
  - للا تاشيخت
  - للا الزرقة
  - للا منانة

### المؤسسات الثقافية

#### المتاحف
- متحف دار بلغازي

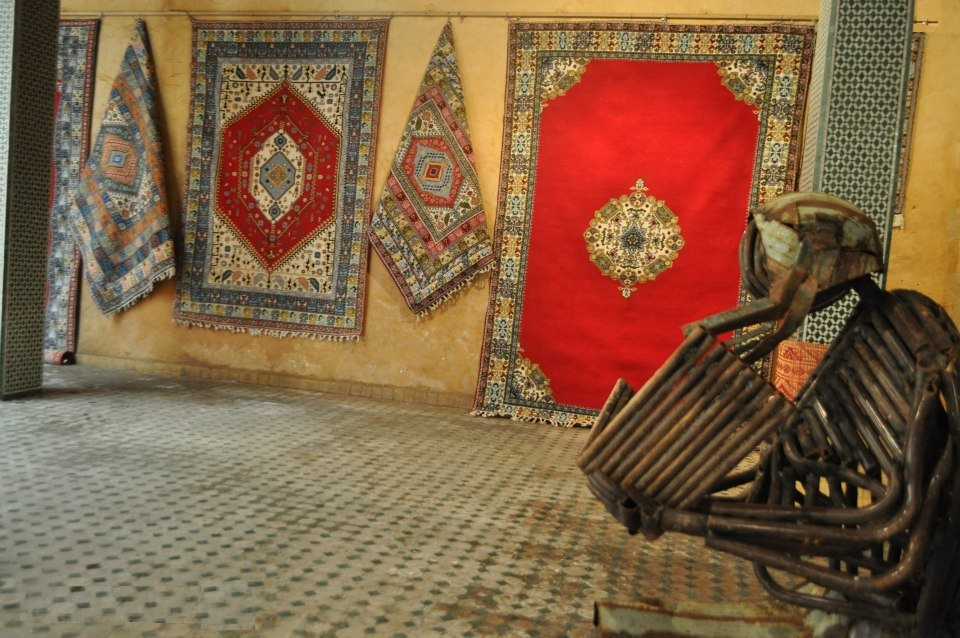
متحف باب الخميس (في إشارة إلى السوق الأسبوعي المنعقد امامه)

من المتاحف الرئيسية في سلا يقدم مجموعة متنوعة خاصة الآلات الموسيقية (الأندلسية والبربرية)، والأسلحة القديمة والملابس التقليدية، والسجاد، والنوافير مزينة بالزليج، القطع النقدية، والنصوص القرآنية وغيرها الكثير.
- متحف الفخار ب« الولجة »
متحف السيراميك

بنيت في القلعة القديمة ببرج الدموع منذ سنة 1994.
- المتحف البحري بسلا

سوف يعرض قريبا مدافع بحرية من البرونز تعود إلى عهد جمهورية بورقراق ورواق مع العديد من نماذج السفن. ويتم تنظيم موضوع المتحف إلى ثلاث فترات: قبل إسلام المغرب إلى فترة المرينيين، الوقت المريني إلى عهد القرصنة، ثم منذ حكم الرشيد بن علي الشريف إلى اليوم.
- متحف باب الخميس

#### المكتبات
- مكتبة الزعري

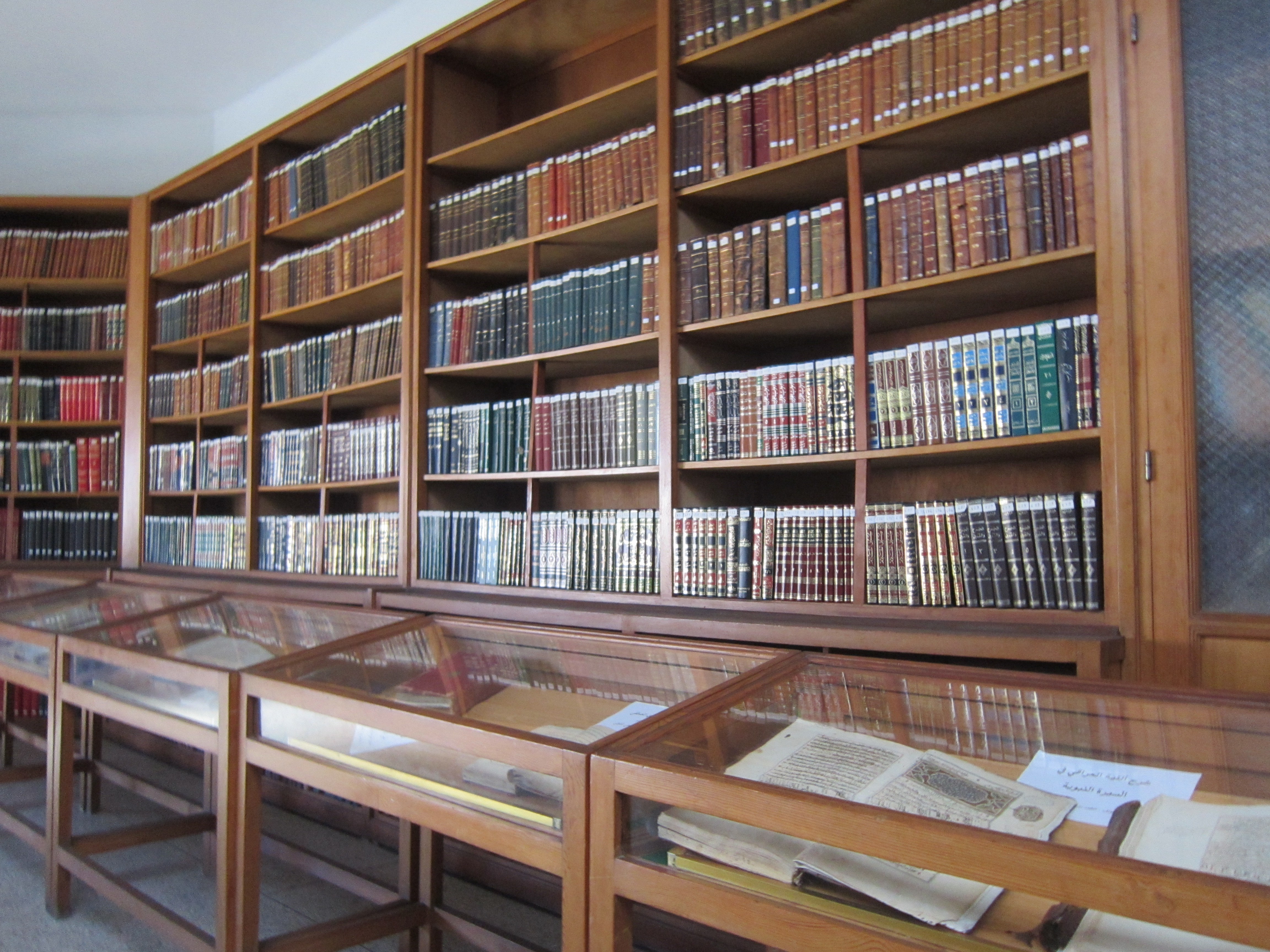
داخل الخزانة الصبيحية

من أقدم المكتبات العربية بسلا، أسست في العقد الثاني للقرن العشرين، كانت توجد بحي القشاشين.
- الخزانة العلمية الصبيحية

من أشهر المكتبات بسلا والمغرب.
- مكتبة الناصري

مكتبة خاصة للمؤرخ أحمد بن خالد الناصري.
- مكتبة المسجد الأعظم

بها الوثائق التاريخية والدراسات الإسلامية.
- مكتبة عبد الرحيم بوعبيد
مكتبة سعيد حجي
مكتبة المير

توجد بالحواتين
- مكتبة القادري

توجد بالشراطين
- مكتبة الزيزي

توجد بسانية الحسناوي
- مكتبة العمري

توجد بالقشاشين
- مكتبة الطرابلسي

توجد بالسوق الكبير

## السياسة
منذ عام 1817 م إلى غاية 1958 م، كان عمدة المدينة يسمى بالباشا، وهو ممثل السلطان بالمدن بينما القايد هو ممثل السلطان بالبوادي.
حاليا، عمدة المدينة هو جامع المعتصم من حزب العدالة والتنمية، انتخب عن طريق الانتخابات الجماعية والجهوية المغربية لسنة 2015.
| الباشا أو العمدة                         | الفترة      |
| ---------------------------------------- | ----------- |
| بوجميعة                                  | ؟ - 1817    |
| أحمد بن محمد زنيبر                       | 1817 - ؟    |
| الحاج أحمد بن محمد بن الهاشمي عواد       | 1827 - 1840 |
| أبو عمار بن الحاج الطاهر فنيش            | 1840 - ؟    |
| عبد العزيز محبوبة                        | ؟           |
| محمد بن عبد الهادي زنيبر                 | ؟ - 1854    |
| عبد العزيز محبوبة (الولاية الثانية)      | 1854 - 1861 |
| الحاج محمد بنسعيد                        | 1861 - 1892 |
| عبد الله بن محمد بنسعيد (ابن السابق)     | 1892 - 1905 |
| الحاج الطيب الصبيحي                      | 1905 - 1914 |
| الحاج محمد بن الطيب الصبيحي (ابن السابق) | 1914 - 1958 |
| إدريس السنتيسي                           | 2003 - 2009 |
| نور الدين الأزرق                         | 2009 - 2015 |
| جامع المعتصم                             | 2015 -      |

## الاقتصاد
القطاع المالي
في 4 رجب 1407 هـ (5 مارس 1987 م)، افتتح الملك الحسن الثاني بن محمد دار السكة، رمز السيادة الوطنية لأنه يسمح للمغرب بإنتاج عملتها، وتختص دار السكة التابعة لبنك المغرب في طبع الأوراق النقدية وسك النقود المعدنية.
نظمت مدينة سلا في 21 أغسطس 2011 ندوة تحت موضوع « الاقتصاد الإسلامي والتمويلات البديلة بالمغرب »، وقد دعا المشاركون بها إلى ضرورة إنشاء بنوك إسلامية بالمغرب في ظل الأزمات الاقتصادية والمالية التي تعرفها أوروبا والولايات المتحدة، وتطرقوا أيضا إلى التعريف بالاقتصاد الإسلامي والمالية الإسلامية والتمويلات البديلة لدى مختلف الأوساط العلمية والثقافية والاجتماعية.
القطاع التكنولوجي
أصبح اقتصاد المدينة في وضع جيد بعدما تم بناء المركز الاقتصادي الكبير تيكنوبوليس الذي أصبح له أهمية كبيرة وقام بهز الاقتصاد ليس لمدينة سلا فقط بل للمدن المجاورة أيضا مثل الرباط وتمارة والصخيرات وسلا الجديدة، ولهذا المراكز وظائف كثيرة ومتعددة التي تخول للطلاب حاملي الشهادات فرصة عمل.
القطاع البيئي
مدينة سلا هي « أول مدينة مغربية، متوسطية، إفريقية وعربية » توقع على معاهدة رؤساء البلديات ، وهو مشروع ممول من الاتحاد الأوروبي، هدفها الرئيسي هو المساهمة في الطاقة المستدامة. في إطار مشروع SURE، استضافت مدينة سلا في العاشر والحادي عشر من شتنبر سنة 2012 أيام الطاقة تحت موضوع: « العمل معا لجعل مدينة سلا، مدينة خضراء »  وكان المضيف للمؤتمر الدولي للطاقة في 12 و13 شتنبر 2012 حول موضوع « الطاقات المتجددة في خدمة التنمية الحضرية المستدامة : تجربة مدينة سلا ».
القطاع الفلاحي
يلعب قطاع الفلاحة في الاقتصاد الجهوي دورا جوهريا، نظرا لتنوع الأنشطة الاقتصادية الممارسة، ولفعالية الدوائر السقوية، التي تمتد على مساحات شاسعة، حيث يبلغ عدد المساحة الصالحة للزراعة بجهة الرباط سلا زمور زعير بحوالي 443 ألف هكتارا.
كانت مدينة سـلا تكتفي بالمنتوج الفلاحي المحلي إذ كان يوجد بمحاذاة المدينة ما يعرف بالسواني التي كانت تزود سلا بما تحتاجه من خضر وفواكه ولحوم وألبان، لكن في عصرنا الحالي تحولت جل السواني إلى أحياء سكنية محافظة على أسماء العائلات السلاوية العريقة نجد منها : سانية بن خضراء، سانية الصابونجي، سانية الشرقاوي، سانية زنيبر، سانية عواد، سانية بوعلو، سانية بوشعراء، سانية المالقي، سانية الزواوي، سانية المعضاضي وغيرها....
القطاع الصناعي
بلغت صادرات قطاع الصناعة التقليدية بسلا قيمة 41.485.614,31 درهم خلال سنة 2006 ممثلة بذلك أكثر من نسبة 70% من مجموع صادرات جهة الرباط سلا زمور زعير، ويشغل عددا كبيرا من اليد العاملة تقدر ب 47 ألف صانع وصانعة (40 % بقطاع النسيج – 25 % بقطاع المعمار – 35 % بقطاع الخدمات)، كما هذا القطاع يساهم في التنمية المحلية، وجلب العملة الصعبة، والتنشيط السياحي للمدينة.
قطاعات أخرى
تم إنشاء حديقة الملاهي ماجيك بارك أبي رقراق في عام 2002 على الضفة اليمنى لنهر أبي رقراق من طرف شركة اكتشافات وترفيه التابعة لهولدينغ إبراهيم زنيبر بمبلغ 120 مليون درهم.

## السياحة
بفضل معالمها التاريخية والتراث الثقافي، تجتذب مدينة سلا الكثير من السياح الذين يقضون إقامتهم في رياضات أو فنادق، يوجد بالمدينة العشرات من الاقامات يديرها مغاربة أو أجانب.
وفقا لتعداد وطني لعام 2004، فإن عدد المقيمين الدائمين الأجانب لمدينة سلا هو 8147. من المهم أن نميز السياح من المقيمين الأجانب لأن السياح يأتون لقضاء عطلهم فقط.

## الصحة
يوجد بمدينة سلا العديد من المستشفيات العامة والتخصصية، ومن أمثلة تلك المستشفيات:
| مستشفى العياشي لأمراض الروماتيزم. | مستشفى مولاي عبد الله. | المستشفى الإقليمي. | مستشفى الرازي. | مستشفى حي السلام |
| مصحة بوسيجور.                     | مصحة سلا تابريكت.      | مصحة ماء عينين     |                |                  |

وفيما يلي المؤشرات الرئيسية للخدمات بالمدينة:
| سلا                                     | الإقليمي | الجهوي | المحلي |
| عدد السكان لكل مرفق الرعاية الصحية      | 34٬546   | 21٬225 | 11٬826 |
| عدد السكان لكل مكتب استشارة طبيب خاص    | 6٬304    | 2٬183  | 5٬127  |
| عدد السكان لكل سرير في المستشفى         | 1٬411    | 537    | 905    |
| عدد السكان لكل طبيب                     | 1٬981    | 651    | 1٬678  |
| عدد السكان لكل طبيب أسنان               | 10٬405   | 5٬033  | 12٬159 |
| عدد السكان لكل صيدلية أو مستودع الأدوية | 4٬340    | 3٬105  | 4٬713  |
| مصدر : وزارة الصحة                      |          |        |        |

## النقل والمواصلات

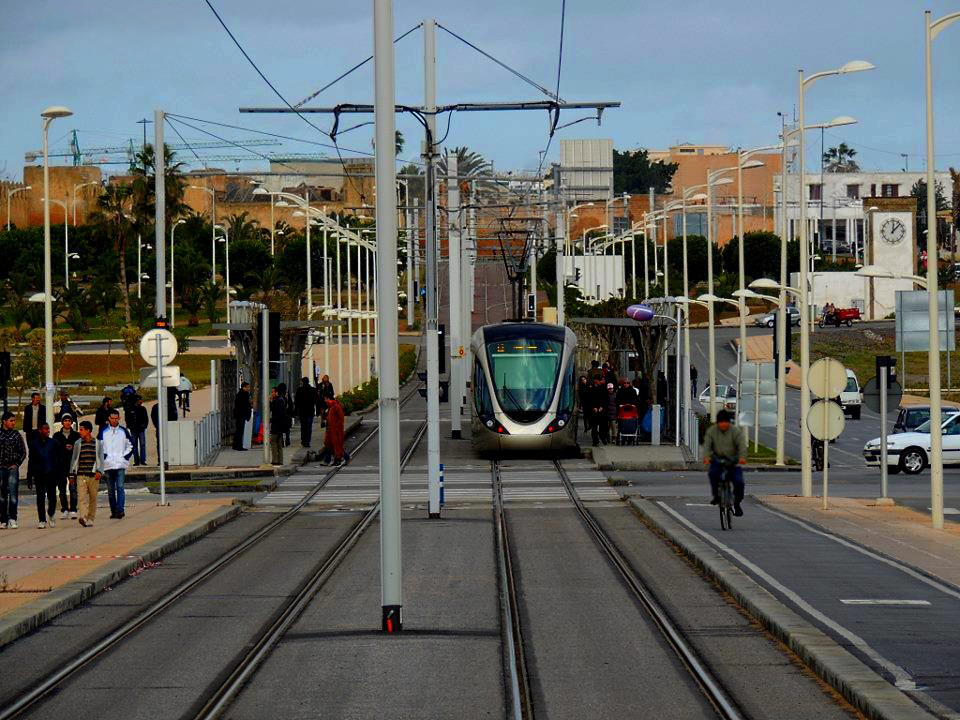
ترامواي الرباط - سلا

تعتبر وسائل النقل والمواصلات في المدينة جد متنوعة، فهي تضم مواصلات أرضية وجوية.
كان يوجد نقل نهري على أبو رقراق بٱستعمال القوارب أو الفلوكة كما يطلق عليه السلاويون من أجل نقل المركبات والأشخاص خلال أربعين عاماً. لقد تمت إزالة هذا النوع من النقل منذ عام 2006 لتسهيل أشغال تهيئة ضفة وادي أبي رقراق.
في عام 1957، تم تدشين قنطرة مولاي الحسن، القنطرة الأولى للربط بين الرباط وسلا. حاليا، هناك أربعة جسور بين المدينتين، بما في ذلك جسر للسكة حديدية، ومشروع تهيئة وادي أبي رقراق يعزم بناء قناطر أخرى.
تظم المدينة أيضا مطارا دوليا، يقع على بعد 5 كم شمال شرق مركز المدينة، والمحطة الطرقية الحالية مجهزة بسعة 3.5 مليون مسافر في السنة.
النقل البري هو الرئيسي. المدينة مزودة بطريق سريع على بعد 30 كيلومترا تربط المدينة بالقنيطرة، فضلا عن طريق سيار بطول 24 كم، تربط طنجة والرباط.
بالإضافة إلى ذلك خطين للترامواي الرباط - سلا على مسار مشترك لضمان نقل أهل سلا والرباط.
تشمل شبكة الحافلات الحضرية، حوالي 60 خطوط تربط بين مدينتي الرباط وسلا وتمارة.
بالنسبة للنقل السككي تضم مدينة سلا 3 محطات : محطة سلا المدينة، محطة سلا تابريكت ومحطة سيدي بوقنادل. يرتقب محطة أخرى تخص مشروع القطار فائق السرعة بتيكنوبوليس سلا الذي سيربط الرباط وسلا بطنجة بمدة زمنية تقدَّر بساعة والدار البيضاء بمدة نصف ساعة.
إذا كنت بالعاصمة الرباط فتستطيع الوصول لمدينة سلا عبر القطار في 5 دقائق بعشرة دراهم فقط أو ترامواي الرباط - سلا بستة دراهم
أو عبر السيارة أو طاكسي الكبيرة مرورا بالقنطرة مولاي الحسن هو الجسر الرابط بين المدينتين ويشهد يوميا مرور 350 ألف مواطن.
| من - إلى            | المسافة بالكيلومتر |
| ------------------- | ------------------ |
| سلا - الرباط        | 5                  |
| سلا - القنيطرة      | 30                 |
| سلا - المحمدية      | 67                 |
| سلا - الدار البيضاء | 91                 |
| سلا - مكناس         | 116                |
| سلا - خريبكة        | 130                |
| سلا - العرائش       | 139                |
| سلا - سطات          | 139                |
| سلا - فاس           | 165                |
| سلا - الفقيه بنصالح | 172                |
| سلا - الجديدة       | 181                |
| سلا - بني ملال      | 195                |
| سلا - طنجة          | 211                |
| سلا - تطوان         | 214                |
| سلا - تازة          | 257                |
| سلا - مراكش         | 291                |
| سلا - آسفي          | 299                |
| سلا - الناظور       | 374                |
| سلا - وجدة          | 454                |
| سلا - أڭادير        | 482                |

## الثقافة

### الحرف
صناعة الحصر
و أما صناعة الحصر فهي الآن خاصة بسلا في الإتقان والجودة وحسن المنظر وعجيب الرقم، ولا زالت هذه الصنعة لها روجان في سائر بلاد الغرب وأمصاره وتحمل حتى إلى بلاد الإفرنج.
صناعة الفخار
و أما صناعة الفخار فلا زالت من أعظم الحرف بالعدوتين، إلا أنها نقلت جميع معاملها للرباط، ولم يبقى من دور الفخار إلا داران فقط. ويحمل من الفخار المزدج إلى مراكش وفاس ومكناس وسائر بلاد المغرب ما يشذ عن الحصر. وكاد هذا النوع المزدج أن يكون خاصا بعدوتي سلا والرباط.
الدباغة
و أما الدباغة فكانت من أعظم الحرف بسلا. وإتقان هذه الحرفة في الدبغ وصبغ الجلود وتلوينها وكيفية خرزها نعالا وغير ذلك كان في القديم خاصا بالعدوتين. ثم شاركهما غيرهما من بلاد المغرب كفاس وتطوان ومراكش، فضعف حالهما في ذلك. وكان يحسب ما يحمل من سلا للبلاد الأجنبية كمصر والإسكندرية وغيرهما مقدار ما يحمل من سائر بلاد المغرب وأمصاره. ودوام حال محال. وما زال لهذه الحرفة وما يصنع منها روجان في بعض فصول السنة، فيتجر بمصنوعها في البوادي المجاورة، بمدبوغها بفاس ومراكش.
فن الزليج
هو أمر شائع جدا في النمط المعماري لسلا. ملون جدا ومزخرف، ويحظى بشعبية كبيرة منذ المرينيون وعرف لحظة مجده بعد طرد الموريسكيين من إسبانيا الذين جلبوا خبراتهم ليس فقط في سلا ولكن أيضا في الرباط وفاس.
حرف البناء
فهو قطاع ذو أهمية كبرى في سلا ويتمثل في بناء المنازل الخاصة والمباني العامة، مثل الجدران والأبراج والحصون والمساجد والمدارس الدينية والزوايا أو الأضرحة والمستشفيات ومباني الخدمات الإدارية، وغيرها.
الزرابي
يعتبر قطاع الزرابي إحدى الفنون التقليدية التي تزخر بها مدينة سلا، أهلته مكانته لأن يحتل الصدارة في هرم الحرف التقليدية بهذه المدينة العريقة، ويتنوع إنتاج الزرابي بمدينة سلا بين الحنبل الذي يعتبر من أقدم صناعات النسيج بسلا ، ثم الزربية التي تحمل اسم الرباطية، وتأتي في المقدمة حيث تليها الزرابي البربرية أو زرابي الأطلس المتوسط ثم الزرابي العصرية التي اختصت بإنتاجها بعض الوحدات الإنتاجية.

### فن الطبخ
فن الطبخ يحتل مكانا بارزا في التقاليد السلاوية. وأدخلت عدة أطباق من طردوا من إسبانيا كالبسطيلة، طبق أندلسي الأصل، وهي تتألف من المعجنات الرقيقة محشوة بالحمام واللوز، هو طبق حلو ـ مالح مغربي. كما في كل مكان في المغرب هو الكسكس الشهير، مصحوب أحيانا بالبصل « تفايا » والزبيب واللوز الأبيض المزين. خلال شهر رمضان الكسكس يعرف باسم « سبع خضاري » (ذو سبع خضر) كما زينت تقليديا بسبعة أنواع مختلفة من الخضار وأكثر من ذلك. خلال الشهر نفسه، الزميتة (كعكة حلوى ذو مظهر شوكولاتي، في بعض الأحيان تعد بالأعشاب الطبيعية) وتحظى بشعبية كبيرة، ناهيك عن السفوف الذي يؤكل مع كوب من الحليب الطازج. دائما في الحلو هناك لقلي أو الشباكية (حلويات مقلية في الزيت والمغلفة بالعسل) وهناك أيضا البغرير (فطائر صغيرة تقدم مع الزبدة المذابة والعسل) والتي توجد في جل الموائد بعيد الفطر المبارك. كل هذه الأطباق لا تؤكل إلا مع كوب من الشاي بالنعناع على النحو المطلوب في العرف. بالأطباق المالحة، هناك المقيلة (خروف مطبوخ مع الكزبرة المجففة والدهون) لا تزال تحظى بشعبية كبيرة. وطاجين الدجاج مع الليمون والزيتون هي أيضا وجبة لذيذة جدا.
- طاجين، طبق تقليدي مغاربي. يضيف إليه السلاويون الدجاج، والليمون والزيتون
- البغرير، فطيرة تستخدم عادة خلال شهر رمضان في جميع أنحاء المغرب العربي
- الشاي بالنعناع، يحظى بشعبية كبيرة في كامل المغرب
- الشباكية، تعد عموما في شهر رمضان

### اللهجة السلاوية
اللهجة العربية السلاوية هي لهجة محلية مستعملة في سلا لا يزال يتحدث بها العديد من العائلات السلاوية القديمة. فهي لهجة قريبة من اللهجة « الرباطية » و« الفاسية » أو « التطوانية » نجد فيها تحولات خاصة بالعربية الأندلسية. في الواقع الهجرات المتتالية التي شهدتها المدينة وثقافتها تركت بصمة على اللغة العربية بالمدينة.
قد أثر وصول بعض الأندلسيين المسلمين وأيضا بعد طرد الموريسكيين من إسبانيا إلى سلا إلى حد كبير لغة الكلام في ذلك الحين، بذلك نجد بعض الكلمات مأخودة من الإسبانية أو التركية. للتحولات المترتبة عن العربية الأندلسية بعض الخصوصيات، فهي تميل إلى تأنيث أو تصغير الكلمات نجد كمثال : « شجيرة » تصغير « شـجرة »، « تـفيفحة » تصغير « تـفاحـة ». تَشكَّل هذا الكلام مع مرور الوقت حتى خلق لهجة خاصة بالمدينة نسمعها اليوم دائما في لغة العائلات ذات الأصول السلاوية.

### العادات والتقاليد

#### موسم الشموع
هذا التقليد السلاوي يعود إلى عهد أحمد المنصور الذهبي (سلطان المغرب من 1557 إلى 1603) الذي كان معجب جدا خلال منفاه في الدولة العثمانية (1557 حتى 1576) بموكب الشموع بمناسبة عيد المولد النبوي. لذلك قرر أن يحضره إلى المغرب، وأقيم هذا المهرجان للمرة الأولى في مدينة مراكش. ثم انتشر هذا التقليد في جميع أنحاء المغرب. عقدت مدينة سلا أول موسم لها في 1579.

#### شهر رمضان
كان أهل سلا يحتفلون بليلة السابع والعشرون من رمضان في كل عام، حيث كانت تأتيها الوفود من جميع أنحاء بلاد المغرب لتشاركها هذا الاحتفال. فكانت الخيام تنتشر حول المساجد وتزدان الأسواق والمتاجر، وترفع المغارم، ويقوم أهل الخير بإقامة الولائم الكبيرة حيث كانت توزع اللحوم والسمن والحلوى، كما كان يحضرها المغنون والمنشدون ويشهدها الجميع.

#### ظاهرة العداوة بين الرباطيين والسلاويين
ويرجع الباحث جمال بامي ظاهرة العداوة بين الرباطيين والسلاويين إلى عام 1407 م، وهي السنة التي وقع فيها طرد الموريسكيين من إسبانيا، الذين استقبلتهم أرض سلا العتيقة. ولما استقر هؤلاء بالمدينة، قام الفقهاء السلاويون المتشددون يعبرون عن امتعاضهم واستيائهم من هذا الوافد الجديد، بسلوكياته المخالفة للمألوف من الروح الإسلامية كما تعارف عليها أهل سلا.
وأمام هذا التبرم الشعبي من وجودهم، والذي عبر عن نفسه بأشكال كثيرة من المضايقات اليومية، ارتحل هؤلاء المورسكيون إلى أحياء معزولة في مدينة الرباط، ولحقتهم سخرية أهل سلا، حيث كانوا يسمونهم « مسلمي الرباط »، في حين كان يقول أهل الرباط عن السلاويين «أهل سلا أهل بلا»، (من البلاء).
وانتقلت هذه المناوشات من المجال اليومي إلى المجال الأدبي والشعري والأدب الشفهي، ما جعل العداوة تنقلب في كثير من الأحيان إلى نزاعات وحساسات لا فكاك منها. إذ يقول المثل الشعبي المتداول آنذاك معبرا عن هذه الحالة: «لو صار النهر (أبي رقراق) حليبا، والرمل زبيبا، ما صار السلاوي للرباطي حبيبا». ويقول شاعر رباطي قادحا في أهل سلا: «أهل سلا أهل بلا، مناقيرهم من حديد، يؤذون الناس من بعيد»، ويرد عليه شاعر سلاوي متفاخرا بمدينته، ومستفيدا من اللعبة اللفظية :
ويؤيد هذا التفاخر السلاوي شاعر معاصر هو أحمد بن عباس القباج، إذ يقول مستثمرا دلالة طبيعية خلقية، وهي كف اليد بأصابعها الخمسة، التي تشبه في هيئتها كلمة سلا، فيقول:
ويكشف هذا البيت الحديث عن أن الحساسية المتوارثة بين المدينتين ظلت ترسباتها مستمرة حتى وقت قريب ..

## التعليم
التعليم الابتدائي
يبلغ عدد مدارس التعليم الابتدائي 156 مدرسة، يلجها 83470 تلميذ (48.2% منهم إناث).
ومن أمثلة مدارس هذه المرحلة: المدرسة المحمدية، مدرسة العلامة أحمد بن عبد النبي، مدرسة العياشي، مدرسة مولاي المكي العلوي الشهيرة بمدرسة السور.
التعليم الثانوي الإعدادي
تُظهر إحصاءات العام الدراسي 2011 - 2012 أن عدد مدارس المرحلة الإعدادية تبلغ 50 مدرسة، تضم تلك المدارس إجمالياً 47205 تلميذ (47.8% منها إناث). ويعمل بها 1645 أستاذ وأستاذة و454 إطار إداري.
ومن أمثلة مدارس هذه المرحلة: إعدادية حمزة بن عبد المطلب، إعدادية عبد العزيز بنشقرون، إعدادية الكتبية، إعدادية الأميرة للا حسناء.
التعليم الثانوي التأهيلي
تشير إحصاءات العام الدراسي 2008 - 2009 بالنسبة أن عدد مدارس التعليم الثانوي تبلغ 33 مدرسة، يدرس بها 33250 تلميذ. ويعمل بها 1522 أستاذة وأستاذ و1622 إطار إداري.
ومن أمثلة مدارس هذه المرحلة: ثانوية الفقيه أبوبكر التطواني المعروفة بثانوية البلاطو، ثانوية صلاح الدين الأيوبي، ثانوية الصبيحي، ثانوية الفقيه المريني.
التعليم العالي :
يبلغ عدد مدارس التعليم العالي 5 مدارس، ومن أمثلة مدارس هذه المرحلة: كلية العلوم القانونية الاقتصادية والاجتماعية - سلا التابعة لجامعة محمد الخامس السويسي ، المدرسة العليا للتكنولوجيا ، معهد التكنولوجيا الفندقية والسياحية ، المدرسة الوطنية الغابوية للمهندسين ، الجامعة الدولية للرباط.

## الرياضة
كرة القدم
وصول الرياضة في المدينة يتزامن مع وصول الفرنسيين في المغرب.حيث أن الفرنسيين هم من ساعد المغاربة على ٱكتشاف مختلف الرياضات الملعوبة في فرنسا وأوروبا. بالنسبة لكرة القدم، فابتداء من عام 1913، تم إنشاء عدة أندية من قبل الجنود الفرنسيين في المدن الرئيسية في المغرب من بينها الاتحاد الرياضي الرباط- سلا.
في سنة 1927-1928 عرف تأسيس مجموعة من الجمعيات الرياضية اقتداء بالنادي الإسلامي المعروف حاليا بالجمعية الرياضية السلاوية، فكانت ساحة مقبرة سيدي أحمد بنعاشر، ساحة باب سبتة، ساحة الجردة، الصف، فضاء باب لمريسة، الملاعب التي يبرز فيها الشباب السلاوي مؤهلاته التقنية والرياضية.
ويمكن اعتبار موسم 1932-1933 موسم ميلاد مجموعة من الفرق الصغيرة كالنادي الرياضي السلاوي، النجاح الرياضي السلاوي، النجم السلاوي، الاتحاد الرياضي السلاوي، الحسنية السلاوية التي تنشط في مجال كرة القدم والتي سيتم دمجها في فريق واحد قوي قادر على اللعب في النخبة، إنها الجمعية الرياضية السلاوية.
في 1990، تمكن نادي سبورتينغ سلا من البقاء بين النخبة لسنوات عديدة، قبل أن يسقط في دوري الدرجة الثانية في الموسم 2000-2001 وبعد أن احتل المركز الأخير، في الموسم الموالي تم دمج الناديين نادي سبورتينغ سلا والجمعية الرياضية السلاوية باسم هذه الأخيرة.
كرة السلة
بالنسبة لكرة السلة، فالجمعية الرياضية السلاوية لديها سِجِل غني بالبطولات، بعد أن فازت ببطولتين محليتين وخمسة كؤوس للعرش. كما أن « قراصنة سلا » مثلوا المغرب خلال نهائيات كأس أبطال العرب من خلال الوصول إلى المركز الثاني وكأس دوري أبطال أفريقيا حيث أنهم احتلوا المركز الثالث.
تعتبر الآن رياضة كرة السلة الأكثر شهرة عكس كرة القدم. فيما يتعلق بالمسابقات السنوية، تنظم سلا منذ عام 2008، البطولة الدولية التي تشمل عدة فرق من جميع أنحاء العالم، فازت بها الجمعية الرياضية السلاوية مرتين.
رياضات أخرى
تمارس أيضا العديد من الرياضات الأخرى في مدينة سلا نجد منها كرة اليد التي لديها فريق في دوري الدرجة الأولى وهو جزء من الجمعية الرياضية السلاوية.
كما أن رياضة الكرة الطائرة الشاطئية شعبية بالمدينة. حيث نظمت سلا البطولة الدولية الثالثة للكرة الطائرة الشاطئية في عام 2010 في أبو رقراق مارينا.
كما نظمت مدينة سلا العديد من البطولات الرياضية أخرى، كراليات (سباق) خاصة بالسلك الدبلوماسي التي نظمها المغرب، وكانت سلا مدينة الانطلاق والوصول.
المرافق
يعد ملعب أبو بكر عمار من المرافق الرياضية الحالية بالمدينة، وهو ملعب جديد بُنِي في تسعينيات القرن الماضي بعد هدم الملعب القديم « ملعب المسيرة الخضراء » بسبب تهيئة ضفتي أبي رقراق. كما توجد بالمدينة « القاعة المغطاة البوعزاوي » لكرة السلة.
كما تضم مدينة سلا أيضا ثلاثة من المراكز الرياضية، « المركز الرياضي لنادي الجيش الملكي » و« المركز الوطني لكرة القدم بالمعمورة » و« أكاديمية محمد السادس لكرة القدم ».
دون أن ننسى « القاعة المغطاة لمريسة » التي دشنها الملك محمد السادس في 2008  و« ملعب دار الشباب تابريكت » لكرة السلة والكرة الطائرة.

## المهرجانات والفعاليات
المهرجان الدولي لفيلم المرأة بسلا الذي يقام منذ سنة 2004 من قبل جمعية أبي رقراق.
مهرجان قراصنة يقام كل عامين في مدينة سلا منذ سنة 2006، من تنظيم الجمعية المغربية لمساعدة الأطفال في وضعية حرجة وجمعية قراصنة.
مهرجان رمضان لمريسة، أقيمت دورته الأولى سنة 2007 من طرف مقاطعة سلا باب لمريسة وجمعية النهضة للنهضة الفنية والثقافية، ويهدف المهرجان إلى إبراز ما تزخر به المدينة من التراث الصوفي.
مهرجان رمضان لمدينة سلا، أقيمت دورته الأولى سنة 2009، ويعرض المهرجان السماع والمديح النبوي والملحون والطرب الغرناطي وألوان عربية وصوفية وأندلسية أخرى والموسيقى الشعبية.
مهرجان سلا لفيلم التلميذ، أقيمت دورته الأولى سنة 2012 وكرم الممثل العالمي ميشيل قيسي.
مهرجان الطفل العربي، أقيمت دورته الأولى سنة 2013 تحت شعار « الطفل العربي... آلام وأمال » وكان فيها أطفال لاجئين سوريين ضيوف شرف المهرجان.
مهرجان مقامات الإمتاع والمؤانسة، يقام كل سنة تحت الرعاية السامية لصاحب الجلالة الملك محمد السادس ومن تنظيم جمعية أبي رقراق، هذا المهرجان مختص في الفنون الأصيلة بمشاركات مغاربية.
 المهرجان الدولي لفلكلور الطفل، منظمة من طرف جمعية أبي رقراق تحت الرئاسة الشرفية لصاحبة السمو الملكي الأميرة للا مريم وكان فيها أطفال البلدان الآسيوية ضيوف شرف الدورة السـادسة.

## أعلام سلا
- سيدي أحمد بنعاشر (-1364)، فقيه وصوفي مغربي
- عبد الله بن حسون (1515-1604)، فقيه وصوفي مغربي
- أحمد حجي (1691-)، مجاهد وصوفي مغربي
- أحمد بن خالد الناصري (1835-1897)، مؤرخ مغربي
- علي زنيبر (1843-1914)، فقيه، مصلح وشاعر مغربي
- عبدالله بن الهاشمي بن خضراء (1844-1906)، فقيه، محدث، مدرس وقاضي مغربي
- محمد بن علي الدكالي (1868-1945)، كاتب ومؤرخ مغربي
- محمد البارودي (1898-1951)، أحد أعمدة الفن الغنائي المغربي
- أحمد معنينو (1906-2003)، مقاوم ومناضل مغربي
- أبو بكر القادري (1914-2012)، مقاوم ومناضل مغربي
- الحسين السلاوي (1921-1951)، مغني وملحن مغربي
- محمد بنعمر (1883-1963)، مقاول بناء
- محمد عبد الرزاق (1925-)، لاعب كرة قدم مغربي
- عبد الواحد الراضي (1935-)، سياسي مغربي
- محمد العلمي (1937-)، كاتب ومؤرخ مغربي
- محمد إبراهيم بوعلو (1938-)، كاتب مغربي
- إسماعيل العلوي (1940-)، أستاذ جامعي وسياسي يساري ووزير مغربي
- عبد السلام بنعبد العالي (1945-)، مفكر مغربي
- عائشة بلعربي (1946 -) عالمة اجتماع  وناشطة في مجال حقوق المرأة وسياسية
- عبد الله راجع (1948-)، أستاذ وشاعر مغربي
- محمد الجم (1948-)، ممثل مغربي
- أمينة بن خضراء (1954-)، مهندسة وسياسية مغربية
- محمد الأمين الصبيحي (1954-)، وزير الثقافة وأكاديمي وسياسي وناشط جمعوي مغربي
- رجاء الشرقاوي المرسلي (1954)  أستاذة باحثة في الفيزياء النووية. فازت بلوريال-جوائز اليونسكو للمرأة في العلوم
- غيثة بن عبد السلام  (1960-)، معنية مغربية
- إبراهيم خاي (1963-)، ممثل مغربي
- أحمد زنيبر (1964-)، شاعر، باحث وناقد أدبي مغربي
- مراد القادري (1965-)، شاعر مغربي
- هنية الغاشي (1969-)، ممثلة مغربية
- بشرى أهريش (1975-)، ممثلة مغربية
- عبد الله الطايع (1975-)، كاتب مغربي
- مروان زمامة (1983-)، لاعب كرة قدم مغربي
- بدر الدين الإدريسي (1958-)، صحافي رياضي مغربي
- محمد عبد الهادي زنيبر (المتوفى سنة 1854)
- عبد الحق فنيش
- أمينة بن خضراءن مهندسة وسياسية مغربية، شغلت منصب وزير الطاقة والمعادن والماء والبيئة
- قاسم زهيري

## العطل الرسمية
العطل الرسمية في سلا هي نفسها التي تطبق على المملكة ككل.
| التاريخ       | الاسم الرسمي          | الاسم المحلي          | الوصف                                                                                |
| 1 محرم        | رأس السنة الهجرية     | فاتح محرم             | أول أيام السنة حسب التقويم الهجري (أعياد دينية)                                      |
| 12 ربيع الأول | المولد النبوي         | عيد الميلود           | عيد المولد النبوي (أعياد دينية)                                                      |
| 1 شوال        | عيد الفطر             | العيد الصغير          | عيد الفطر (أعياد دينية)                                                              |
| 10 ذو الحجة   | عيد الأضحى            | العيد الكبير          | عيد الأضحى (أعياد دينية)                                                             |
| 1 يناير       | رأس السنة الميلادية   | راس العام             | أول أيام السنة حسب التقويم الميلادي (أعياد عالمية)                                   |
| 11 يناير      | تقديم وثيقة الاستقلال | تقديم وثيقة الاستقلال | ذكرى تقديم الملك محمد الخامس طلب استقلال المغرب عن الحماية سنة 1944 م (أعياد وطنية)  |
| 1 مايو        | عيد العمال            | عيد الشغل             | يوم التضامن مع العمال (أعياد عالمية)                                                 |
| 30 يوليو      | عيد العرش             | عيد العرش             | ذكرى تتويج ولي للعهد محمد السادس ملكا على المغرب سنة 1999 م (أعياد وطنية)            |
| 20 أغسطس      | ثورة الملك والشعب     | ثورة الملك والشعب     | ثورة شعبية ضد الحماية بعد تنحية ونفي ملك المغرب محمد الخامس سنة 1953 م (أعياد وطنية) |
| 21 أغسطس      | عيد الشباب            | عيد الشباب            | ذكرى ميلاد ملك المغرب الحالي محمد السادس سنة 1963 م (أعياد وطنية)                    |
| 6 نوفمبر      | ذكرى المسيرة الخضراء  | عيد المسيرة الخضراء   | ذكرى المسيرة الشعبية لتحرير الصحراء الغربية سنة 1975 م (أعياد وطنية)                 |
| 18 نوفمبر     | عيد الاستقلال         | عيد الاستقلال         | ذكرى إعلان استقلال المغرب عن الحماية سنة 1956 م (أعياد وطنية)                        |

## التوأمة والشراكات
|                  | الدولة                     |  | المدينة    |  | الولاية / المُقاطعة / المنطقة / العمالة | التاريخ |
| ---------------- | -------------------------- |  | ---------- |  | -------------------------------------- | ------- |
| المغرب           | المغرب                     |  | الرباط     |  | عمالة الرباط                           |         |
| تونس             | تونس                       |  | أريانة     |  | ولاية أريانة                           | 1982    |
| البرتغال         | البرتغال                   |  | بورتاليغري |  | مقاطعة بورتاليجري                      | 1998    |
| المكسيك          | المكسيك                    |  | تلاكسكالا  |  | بلدية تلاكسكالا                        | 1998    |
| السنغال          | السنغال                    |  | يوف الكبرى |  | منطقة داكار                            | 2009    |
| السنغال          | السنغال                    |  | غواندي     |  |                                        | 2009    |
| الكاميرون        | الكاميرون                  |  | ماروا      |  |                                        | 2009    |
| روسيا            | روسيا                      |  | سوتشي      |  | كراسنودار كراي                         | 2010    |
| الولايات المتحدة | الولايات المتحدة الأمريكية |  | الإسكندرية |  | فيرجينيا                               | 2010    |
| دولة فلسطين      | فلسطين                     |  | بيتونيا    |  | محافظة رام الله والبيرة                | 2013    |

## معرض الصور
- باب منزل في المدينة
- باب منزل في المدينة
- أزقة المدينة العتيقة
- أمام المسجد الأعظم
- مدخل المدرسة المرينية
- باب معلقة
- نموذج لنافذة سلاوية، هنا منزل عائلة بن خضراء.
- المدرسة المرينية
- حصن باب معلقة
- مدفع إيطالي في برج الدموع
- نافورة المسجد الأعظم